# Historia Olsztyna
Historia Olsztyna

## Prehistoria

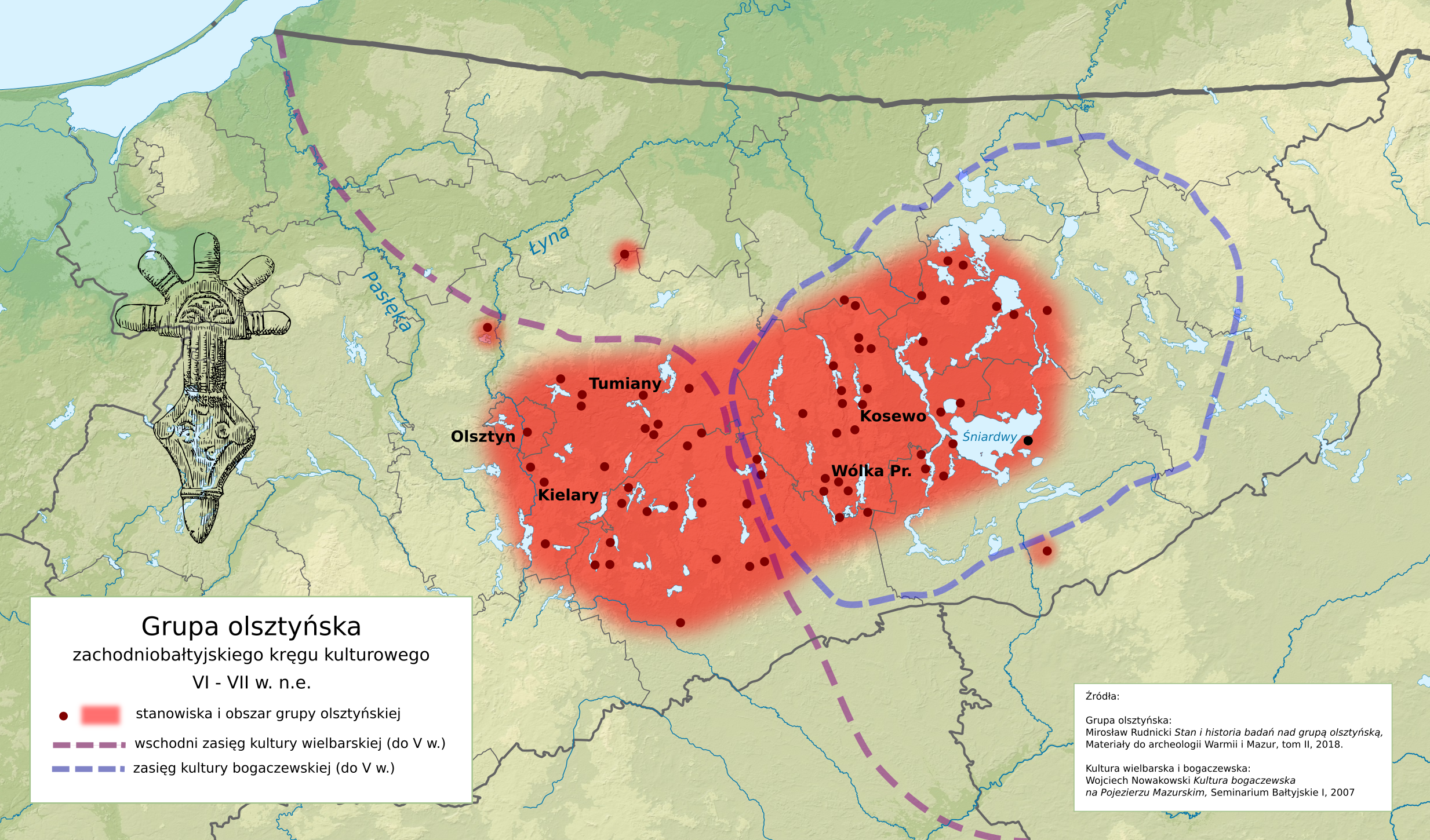
Zasięg kultury grupy olsztyńskiej (VI – VII w.) oraz kultury wcześniejsze: wielbarska i bogaczewska

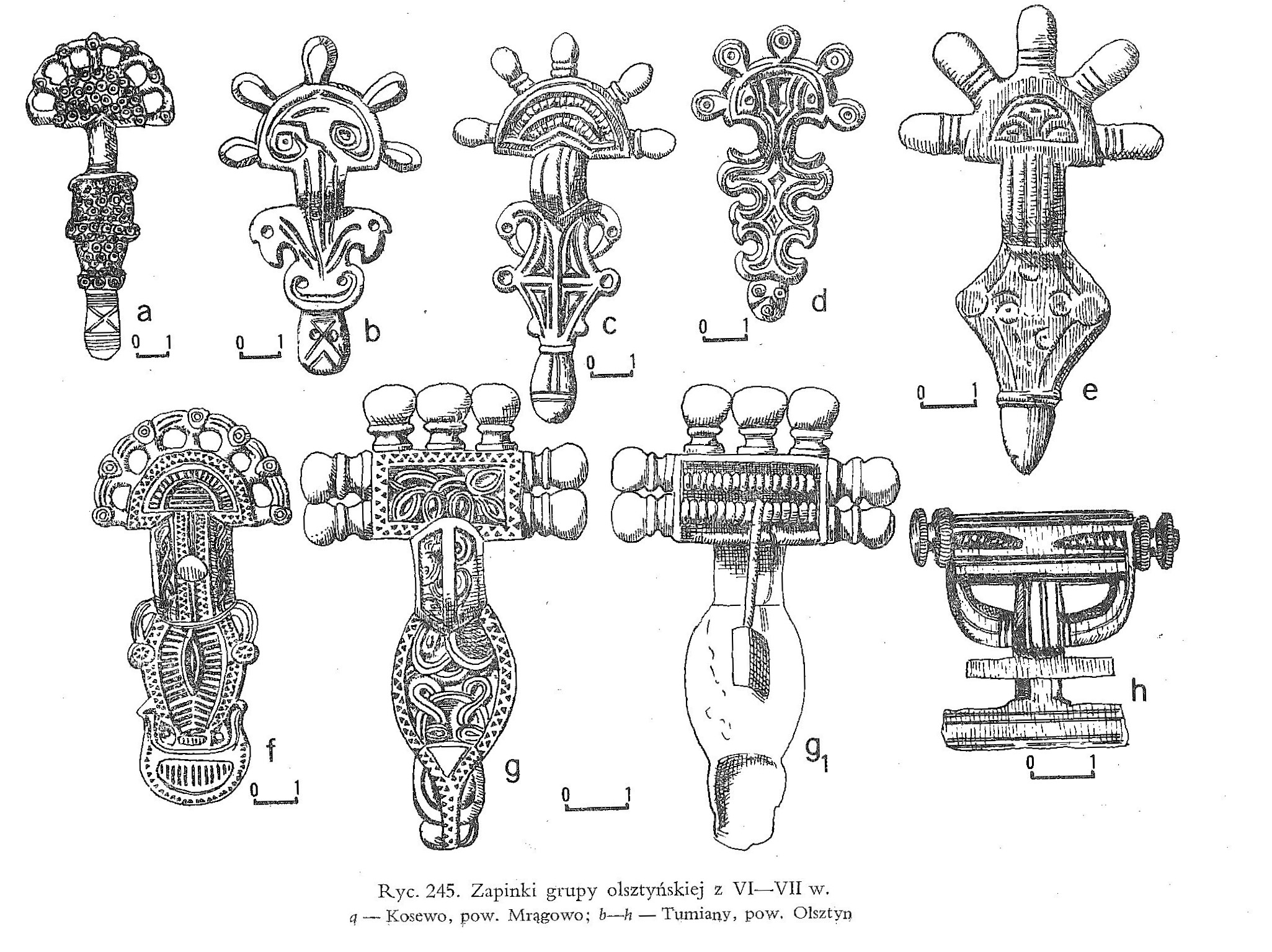
Zapinki płytowe w stylu gockim z wykopalisk kultury olsztyńskiej (VI – VII w.)

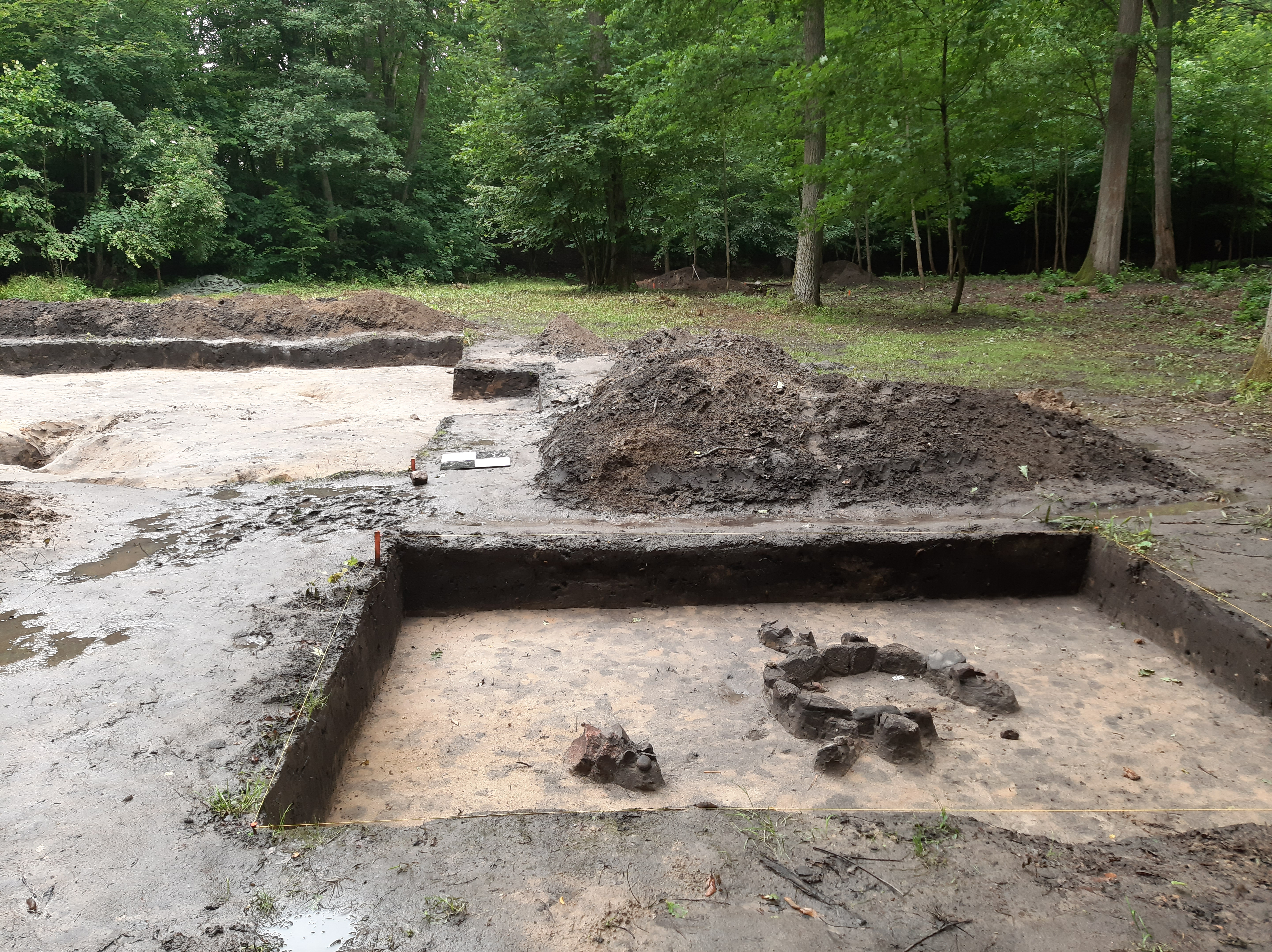
Wykopaliska w osadzie wczesnośredniowiecznej w Lesie Miejskim (VIII – XI w.)

Najstarsze ślady obecności człowieka na terenie obecnego Olsztyna prawdopodobnie pochodzą ze środkowej epoki kamiennej, gdy docierała tam ludność łowiecka. W epoce neolitycznej (młodsza epoka kamienna) pojawiły się narzędzia rolnicze związane z uprawą roli, znajdowane min. nad jez. Ukiel i w Barkwedzie, a ślady najbliższej osady neolitycznej zachowały się w Jarotach. W okresie tym nad górną Łynę dotarła ludność kultury amfor kulistych, a następnie kultury ceramiki sznurowej.
Najstarsza znana osada z terenu Olsztyna pochodzi z epoki brązu (okres IV – VI, ok. 1100–400 p.n.e.). Została odkryta w 1933 w zakolu Łyny, w okolicy zwanej Hermenau, przy budowie osiedla domków przy obecnej ul. Grabowskiego (niem. Germanenring), naprzeciw Szpitala Miejskiego. Stanowisko zostało zbadane archeologicznie przez Leonharda Fromma. Badania wykazały, że grodzisko znajdowało się na wzniesieniu otoczonym z trzech stron wodą i było ogrodzone podwójną palisadą. Jej twórcami była ludność kultury łużyckiej, znanej z osady obronnej w Biskupinie, zwykle utożsamiana z ludami iliryjskimi. Z tej samej epoki pochodzą ślady osadnictwa odkryte nad jeziorem Długim, w Lesie Miejskim, Dajtkach, Pozortach i Brzezinach.
W epoce brązu Warmia i Mazury znajdują się również w obszarze oddziaływania kultury kurhanów zachodniobałtyjskich utożsamianej już z Prabałtami. Kilka takich kurhanów znajdowało się w okolicach Olsztyna.
Ostatnie wieki przed naszą erą (III – I w. p.n.e.) to wczesna epoka żelaza. W tym okresie funkcjonują na terenie Olsztyna pojedyncze osady, min. w Jarotach, Brzezinach, Pozortach, a także w Kortowie, Dajtkach i Likusach. W latach 30. XX wieku roku odkryto w Redykajnach kurhan z 30 urnami, a w Pozortach (na wyspie jez. Płociduga) i okolicach ul. Jagiellończyka (przy osuszaniu jez. Fajferek) osady obronne z tej epoki. Również na wzniesieniu nad Łyną, tzw. Wzgórzu Hindenburga, podczas budowy osiedla wojskowego przy obecnej ul. Kasprowicza na Zatorzu, zostało odkryte kolejne osiedle z epoki żelaza.
Źródła historyczne z okresu „rzymskiego” zawierają wzmianki o ludach, które zamieszkiwały dzisiejszą Warmię i Mazury. Tacyt wspomina, że ziemie na wschód od Wisły zamieszkiwali Estowie (Aestii), którzy byli zapewne Bałtami. Piszący z II wieku Klaudiusz Ptolemeusz obok Gytones (Gotów) wymienia tam lud Galindai, który mógł być przodkiem późniejszych Galindów. Na terenie Olsztyna odnaleziono również zabytki kultury przeworskiej tworzonej przez Lugiów, którzy wówczas zasiedlali ziemie polskie (utożsamiani z germańskimi Wandalami lub Celtami).
W I wieku n.e. tereny po obu stronach ujścia Wisły na kilka stuleci opanowali wschodniogermańscy Goci, którzy przybyli na południowe wybrzeża bałtyckie ze Skandynawii. Goci stworzyli prężną kulturę wielbarską (gocko-gepidzką), która z czasem objęła również ziemie nad górną Łyną. Nastąpił wówczas znaczny wzrost liczby ludności, rozwój rolnictwa i handlu. Na terenie Olsztyna odkryto liczne ślady obecności kultury wielbarskiej, w tym kilka osad i duże cmentarzyska z tego okresu (min. w Kortowie). Pozostałością po obecności Gotów mogą być również nazwy miejscowe w ziemi Gudikus (min. Godki, niem. Gottken i Gutkowo, niem. Göttkendorf), a także liczne wpływy w językach bałtyjskich.
W III wieku n.e. Goci zaczęli stopniowo opuszczać siedziby nad dolną Wisłą i przenosili się na południe. Na stepach nadczarnomorskich stworzyli oni wraz z irańskimi Sarmatami silne państwo (kultura czerniachowska), które przeżyło największy rozkwit za panowania Hermanaryka (zm. ok. 375), osiągając wówczas zasięg od Morza Czarnego do Bałtyku. Po najeździe Hunów państwo Gotów rozpadło się, a oni sami rozeszli się i podzielili na kilka odłamów (Ostrogoci, Wizygoci, Gepidowie, Herulowie). Tereny wokół Olsztyna opuszczone przez Gotów w V wieku pozostały przez kilkadziesiąt lat opustoszałe.
Jednak w pierwszej ćwierci VI wieku w okolice Olsztyna przybył lud, który pozostawił po sobie zaawansowaną kulturę znaną jako grupa olsztyńska. Kultura znana jest przede wszystkim z bogato wyposażonych cmentarzysk w Kielarach, ok. 9 km na południe od Olsztyna, i Tumianach koło Barczewa, a także szeregu mniejszych stanowisk, min. w Olsztynie i Bartążku. Z czasem kultura olsztyńska rozciągnęła się na wschód, na tereny wcześniejszej kultury bogaczewskiej (galindzkiej). Zanikła z końcem VII wieku lub początkiem VIII wieku.
Kultura grupy olsztyńskiej cechowała się silnymi związkami z innymi kulturami germańskimi tamtego okresu, min. krymskich Gotów i Sasów. Jest ona określana jako „ostatnia grupa kulturowa o tradycjach germańskich w Europie Środkowej”. Według najszerzej przyjętej opinii, ludność kultury olsztyńskiej utożsamia się z germańskimi Herulami. Zgodnie z przekazem historycznym Prokopiusza z Cezarei, Herulowie migrowali razem z Gotami, lecz około 512 roku część z nich postanowiła powrócić z południa Europy do swojej ojczyzny. Grupa ludności herulskiej „pod wodzą wielu ludzi królewskiej krwi” wywędrowała wówczas na północ, by poprzez opustoszałe wówczas ziemie polskie dotrzeć na tereny zamieszkane wcześniej przez Gotów. Olsztyńscy „Herulowie” najprawdopodobniej nadal utrzymywali kontakty handlowe ze swoimi gockimi pobratymcami z południowej Europy.
Po ustąpieniu bogatej kultury olsztyńskiej, następuje regres i przerwa kulturowa, a następnie powolne kształtowanie się plemion pruskich. Pozostałością po tym niespokojnym okresie są liczne grodziska obronne na terenie Warmii i Mazur, min. w Kielarach, Barczewku, nad jez. Ukiel i w Tracku. Prace archeologiczne odsłoniły również w olsztyńskim Lesie Miejskim nad Łyną grodzisko obronne na półwyspie (stanowisko archeologiczne nr LXXIX, znane w legendach jako Zaklęty Zamek) oraz przyległą do niego osadę (stanowisko archeologiczne nr CIV, umownie określane jako osada Sędyty lub Sundythen), które funkcjonowały między VIII a XI wiekiem. Odkrycia archeologów potwierdziły handlowy charakter osady, czego dowodem są min. arabskie dirhemy z VIII wieku. Możliwe, że osada służyła wikingom z Truso do penetrowania pruskiego interioru i prowadzenia wymiany handlowej z Prusami.
Z czasem jednak nastąpiło wyludnienie ziemi zamieszkanej przez pruskich Galindów i aż do podboju krzyżackiego okolice Olsztyna pozostawały niemal niezamieszkane.

## Osadnictwo w południowej Warmii

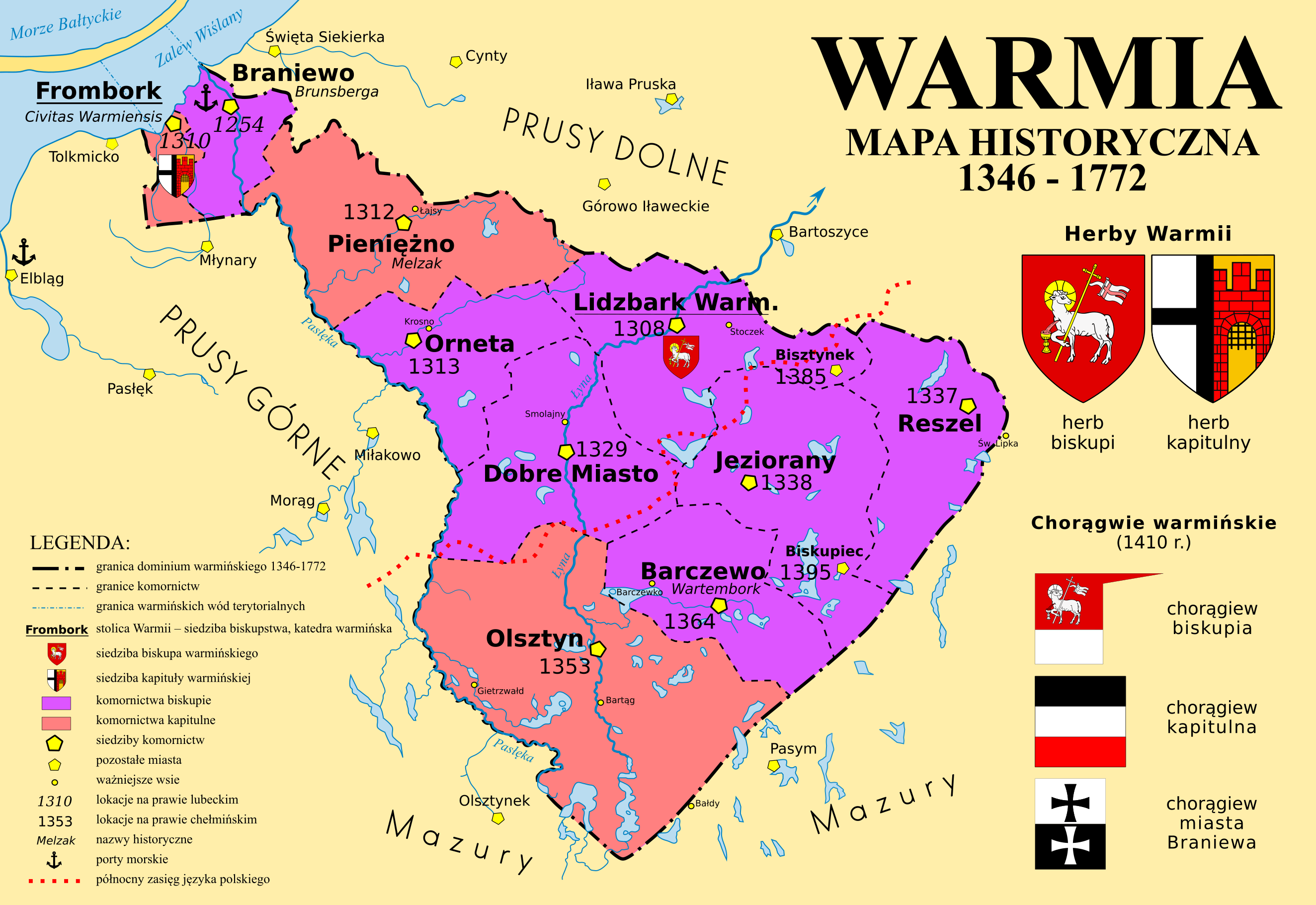
Mapa historyczna Warmii

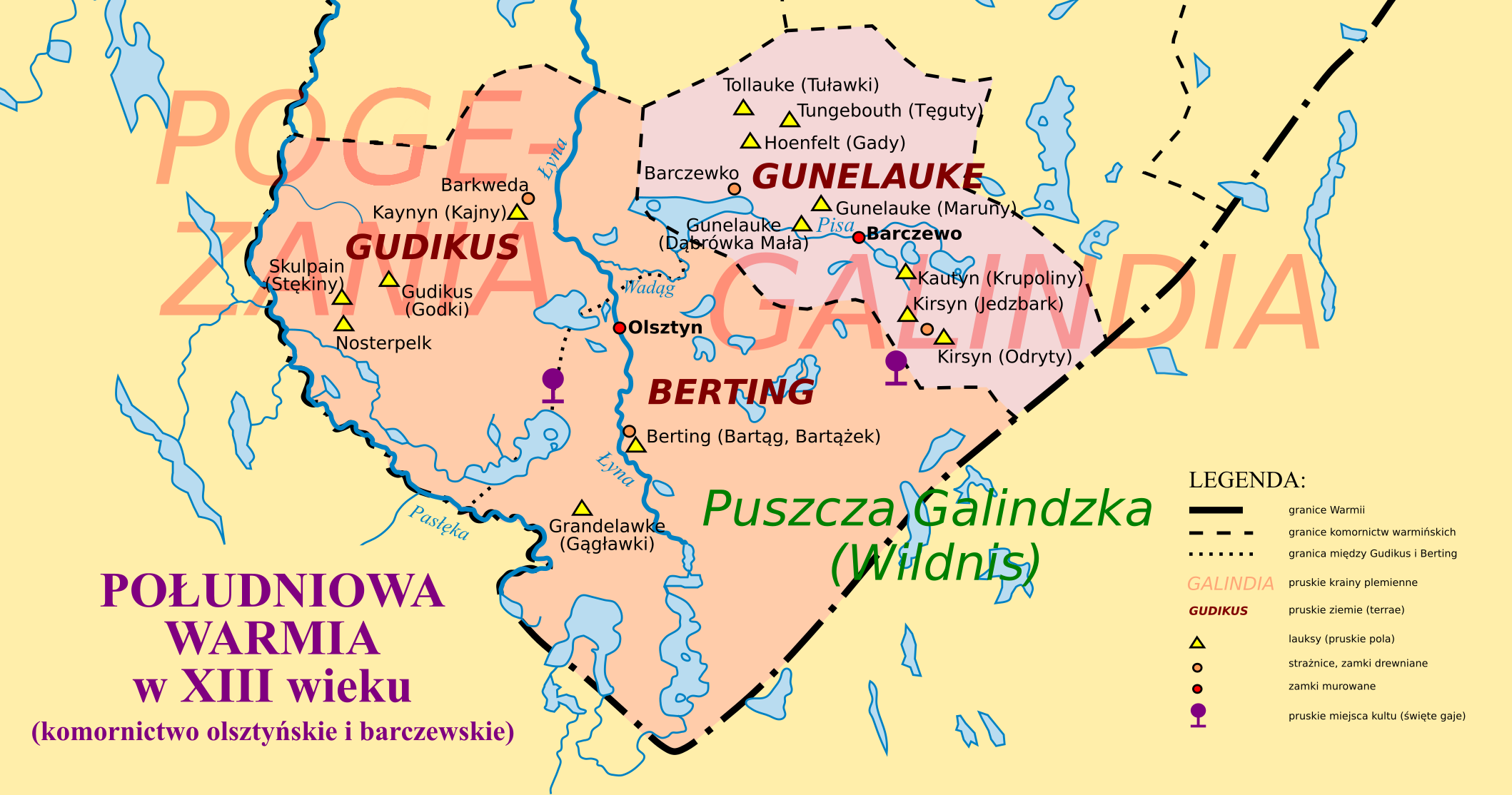
Pruskie związki terytorialno-osadnicze na terenie południowej Warmii

W XIII wieku terytorium późniejszego Olsztyna znajdowało się w krainie Galindia zajmującej południowy region Prus. Nad górną Łyną kilka lauksów (pól) tworzyło tam ziemię zwaną Bertingen (rejon późniejszego Olsztyna i wsi na południe od miasta), która wchodziła w obręb obszaru plemienia Galindów. Nazwa tego terytorium zapewne pochodzi od bartnictwa.
Ziemia Bertingen od wschodu sąsiadowała z również galindzką ziemią Gunlauken (obszar nad jeziorem Wadąg i Pisą Warmińską), a od północy i zachodu graniczyła z należącą już do Pogezanii  ziemią Gudikus (rejony wsi Godki, Jonkowo, Wołowno i Gietrzwałd). Od południa otulały ją gęste lasy Wielkiej Puszczy, zwanej Wildnis lub Puszczą Galindzką, która ciągnęła się aż do Narwi i Jaćwieży.
Od roku 1230 do 1283 zakon krzyżacki dokonał podboju całości ziem Prusów i Jaćwingów, jednak pod koniec XIII wieku Galindia była już niemal całkowicie wyludnioną krainą. Nie jest pewne, jakie były tego przyczyny i kiedy to nastąpiło. Historycy uważają, że przyczyną mogły być najazdy jaćwieskie, litewskie i polskie lub ekspansja zakonu. Przypuszczalnie jednak plemię Galindów wyginęło jeszcze przed przybyciem do Prus Krzyżaków. Nowe osadnictwo w wyludnionych południowych Prusach było utrudnione przez częste najazdy Litwinów.
W roku 1243 biskup warmiński otrzymał na swoje utrzymanie 1/3 terytorium z zajętych w przyszłości ziem swojej diecezji. W ten sposób powstała Warmia, która swą nazwę wzięła od pruskiego terytorium plemiennego położonego nad Zalewem Wiślanym. W 1260 biskup powołał przy katedrze kapitułę, która miała otrzymać trzecią część Warmii. W roku 1274 wyznaczono wstępne granice przyszłej Warmii.
W miarę podboju Prus i zajmowania pruskiego interioru, rozszerzało się również osadnictwo warmińskie posuwając się od Zalewu Wiślanego w kierunku południowym, zajmując ziemie na wschód od rzeki Pasłęki. Zakładaniem nowych miast i wsi zajmował się warmiński wójt krajowy. W latach 20. XIV wieku kolonizacja warmińska dotarła do północnych granic Galindii. W roku 1325 wójt Fryderyk von Liebenzell założył w ziemi Gunlauken pierwszą strażnicę o nazwie Wartenburg (dziś Barczewko).
W roku 1334 kolejny warmiński wójt krajowy Henryk von Luter założył na terenie ziemi Bertingen drugą drewniano-ziemną strażnicę, która miała chronić osadników przed najazdami litewskimi. Zameczek ten znajdował się prawdopodobnie między obecnymi wsiami Bartążek i Bartąg lub według innej hipotezy na terenie pobliskiego majątku Kielary. Decyzja ta umożliwiała wójtowi krajowemu sprawniejsze sprowadzanie osadników oraz lokacje nowych wsi i majątków. Pierwszą osadą, założoną już w 1335 roku, był majątek rycerski Bartążek, lokowany tuż przy zameczku. Następnie powstały wsie Wadąg, Pistki, Brąswałd i Dywity (1337) oraz Jaroty (1342). Kolejny wójt warmiński Bruno von Luter założył wsie Warkały, Jonkowo, Bartąg i Tomaszkowo (1345) a także Wołowno (1346). Wsie czynszowe miały stanowić zaplecze gospodarcze dla przyszłego miasta oraz przynosić dochód kapitule. Osadnikami byli zwykle Prusowie z północnej Warmii lub przybysze z Niemiec.

## Założenie miasta

Herb kapituły warmińskiej, jednocześnie pierwszy herb Olsztyna: półkrzyż i brama z trzema wieżami

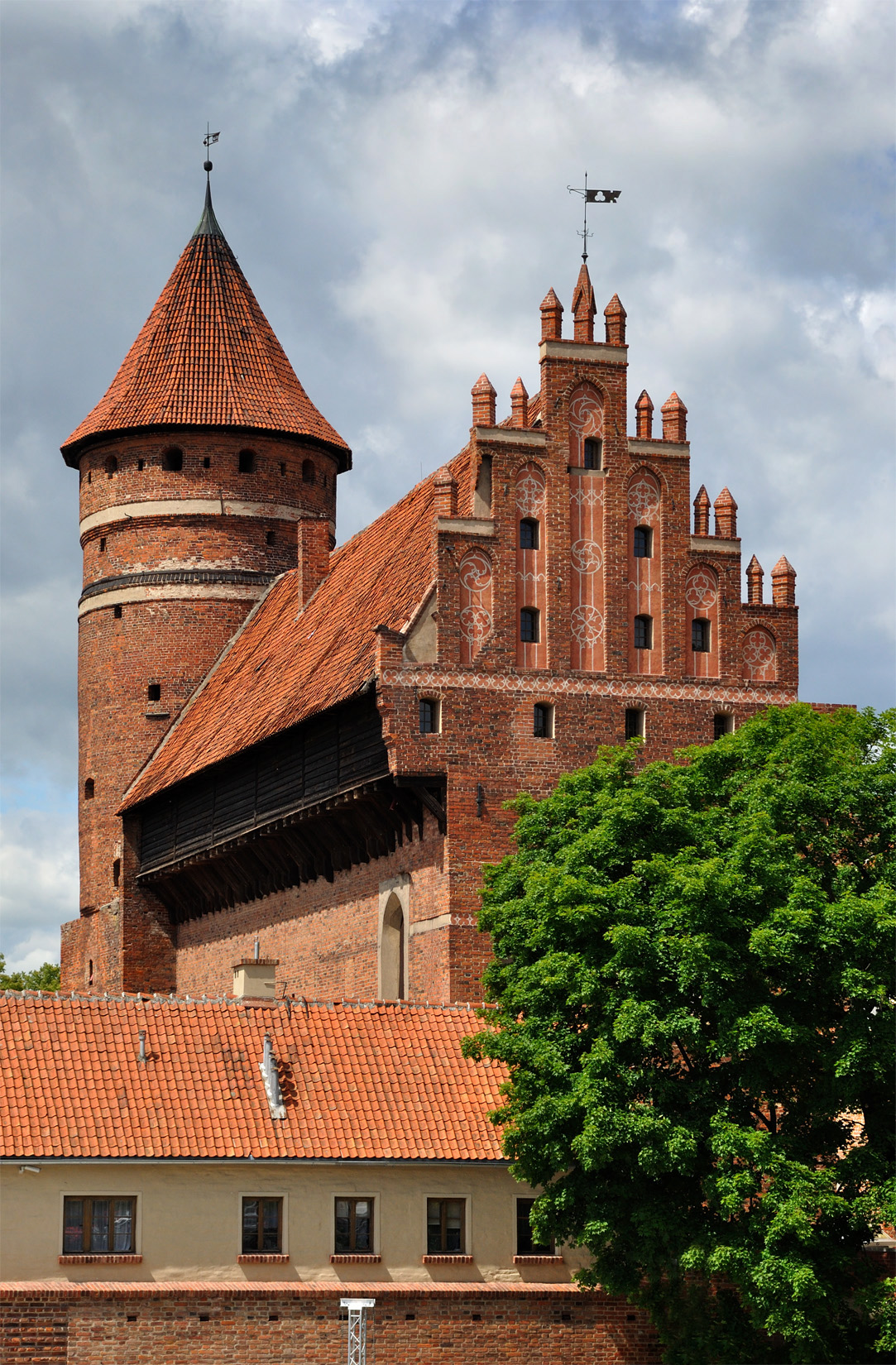
Zamek kapituły warmińskiej z połowy XIV wieku

Prawdopodobnie około 1345 roku wójt warmiński Henryk von Luter rozpoczął budowę nowego murowanego zamku, który zlokalizowano w zupełnie nowym miejscu, około 9 km na północ od starej strażnicy. Zamek powstał w dogodnym pod względem obronnym zakolu Łyny, w północnej części ziemi Bertingen, przy jej granicy z ziemią Gudikus, więc w samym środku nowego komornictwa olsztyńskiego. W pobliżu nowego zamku rozpoczęto również poszukiwania miejsca pod nowe miasto.
Krótko potem, w roku 1346 lub 1347, ustalono dokładnie granice południowej Warmii i podzielono jej terytorium między kapitułę warmińską (komornictwo olsztyńskie) a biskupa warmińskiego (komornictwo barczewskie). Ziemie Bertingen i Gudikus utworzyły komornictwo olsztyńskie należące do fromborskiej kapituły a ziemia Gunlauken komornictwo barczewskie podległe biskupowi. Po przejęciu pod swoją administrację ziem komornictwa olsztyńskiego, kapituła powierzyła nadzór nad nim komornikowi Sanglade oraz kontynuowała budowę nowego zamku i poszukiwania miejsca pod założenie miasta.
Po pokonaniu sił litewskich w bitwie nad Strawą na początku 1348 roku, otwarły się większe możliwości bezpiecznego zagospodarowania ziem południowej Warmii. W maju 1348 roku odbyła się narada w zameczku w Bertingen, w której wzięli udział trzej najwyżsi dostojnicy kapituły: prepozyt Hartmut z Krzyżborka (Hartmut Kreuzburg), dziekan Jan Franck (Johannes von Meissen, późniejszy biskup warmiński) oraz kustosz Jan Stryprock (Johannes Stryprock, późniejszy kolejny biskup), a towarzyszyli im również pleban Bartąga Ditmar, tłumacz Mikołaj i komornik Sanglade. Dostojnicy wystawili wówczas dokumenty lokacyjne dla kolejnych wsi: Linowo, Gągławki, Gronity i Cegłowo oraz przekazali majątek między jeziorami Ukiel i Kortowskie Prusowi o imieniu Jomen (założycielowi wsi Jaroty). Na naradzie tej podjęli również decyzję o wyznaczeniu granic nowego miasta w pobliżu budowanego murowanego zamku nad Łyną oraz szczegóły związane z dalszą kolonizacją komornictwa.
Na nowe miasto wyznaczono teren na południe od zamku, w zakolu Łyny, która na więcej niż połowie obwodu zapewniała miastu naturalną ochronę. Dodatkową obronność miały mu zapewnić otaczające go jeziora: Długie, Ukiel (Krzywe), Kortowskie i Fajferek oraz tereny bagniste i lasy.
Budowa miasta rozpoczęła się jeszcze w tym samym roku, o czym świadczy dokument lokacyjny wystawiony dla wsi Kieźliny dnia 31 grudnia 1348 roku, który wspomina, iż wieś leży w pobliżu „nowego miasta” (nova civitas), jeszcze wówczas bez nazwy. Miasto powstawało na surowym korzeniu, czyli wcześniej nie znajdowała się tam żadna osada. Na zasadźcę miasta kapituła wyznaczyła niemieckiego osadnika z północnej Warmii Jana z Łajs (Johannes von Leysen), późniejszego pierwszego sołtysa Olsztyna.
31 października 1353 kapituła warmińska we Fromborku, w imieniu której występowali prepozyt Hartmut z Krzyżborka, dziekan Hermann (który zastąpił na tym stanowisku Jana Francka wybranego w 1350 roku biskupem warmińskim), kustosz Jan Stryprock oraz kantor Tylo, nadała miastu przywilej lokacyjny na prawie chełmińskim oraz nazwę Allenstein (dosł. kamień nad Łyną), która była synonimem „zamku nad Łyną”. Dziedzicznym sołtysem ustanowiono Jana z Łajs. Miasto otrzymało łącznie 178 łanów gruntu (2990,4 ha) w tym rozległy las miejski oraz znajdującą się przy nim wieś miejską Sędyty.

## Miasto kapitulne w czasach Warmii

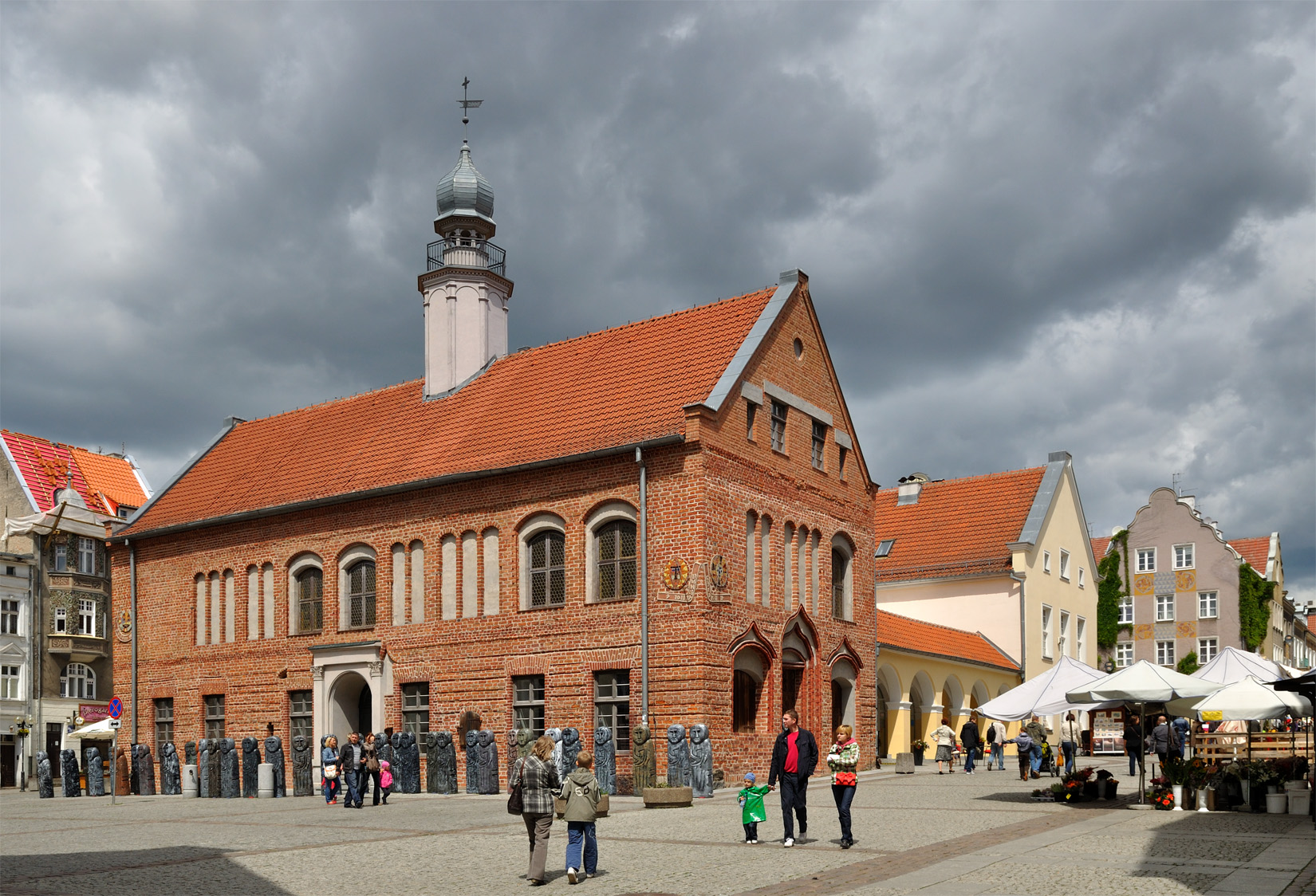
Stary Ratusz

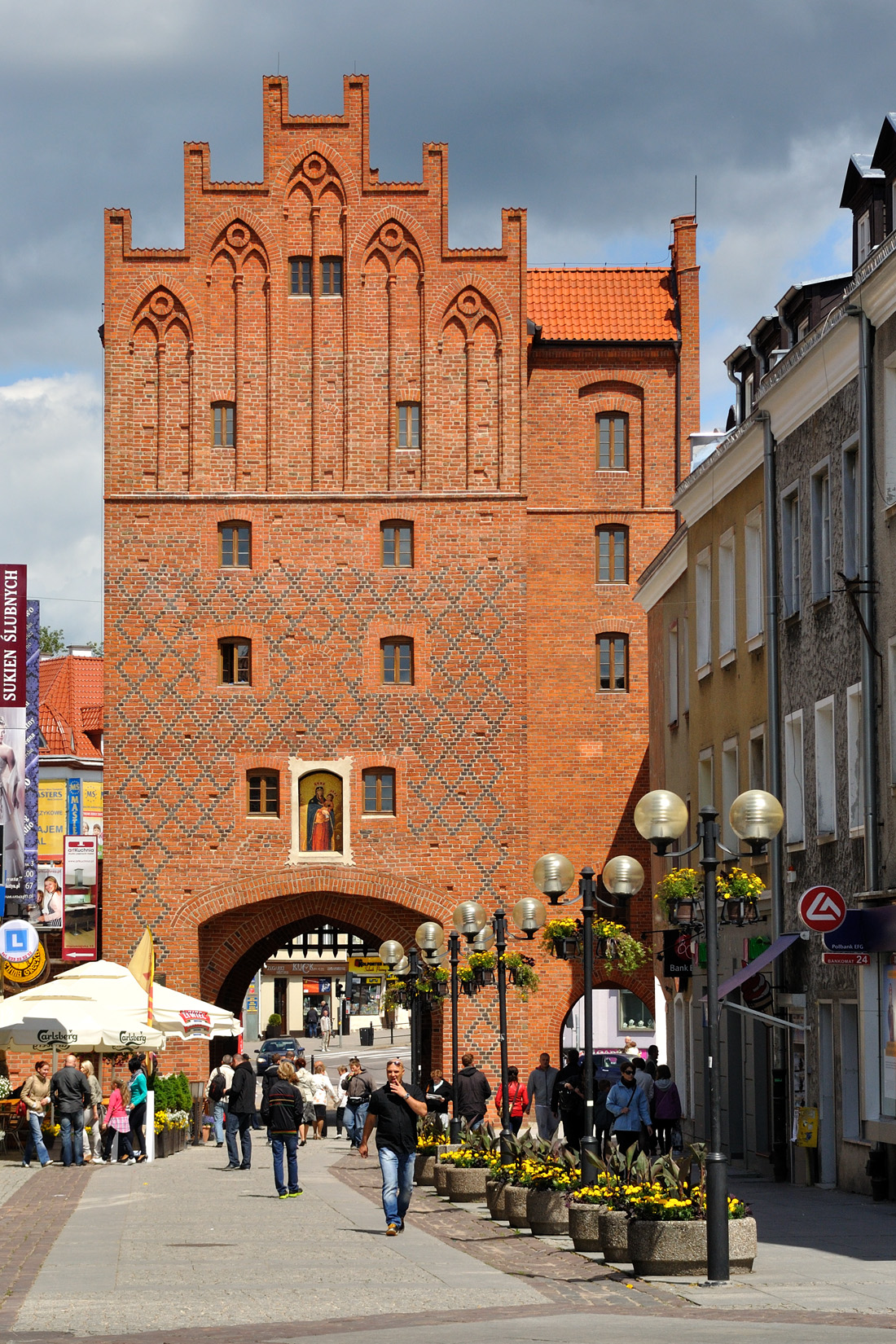
Wysoka Brama (dawn. Brama Górna) wybudowana na przełomie XV i XVI wieku na miejscu starszej

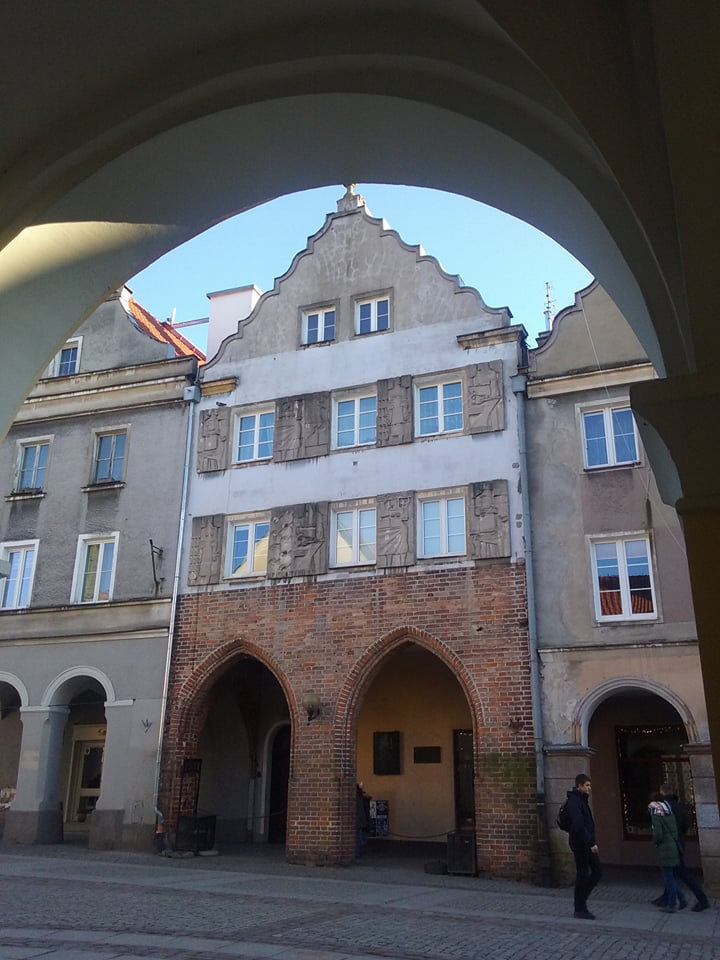
Tzw. Dom Burmistrza, najstarszy murowany budynek mieszkalny w Prusach

Dogodne położenie miasta oraz duży murowany zamek obronny ze stałą załogą zapewniały nowemu miastu bezpieczne warunki rozwoju. Oprócz kilkunastu wsi czynszowych, które przyczyniały się do wzrostu gospodarczego, w pobliżu Olsztyna istniały również majątki rycerskie (min. Bartążek, Gągławki, Kielary, Majdy, Różnowo), które zapewniały zbrojnych obrońców.
Już w roku 1354 Litwini pod wodzą Kiejstuta i Olgierda zdobyli i zniszczyli zamek w Barczewku (pierwszą siedzibę komornictwa barczewskiego) wybijając całą jego załogę oraz pustosząc ziemię Gunlauken. Olsztyn pozostał jedynym obronnym miejscem na południowej Warmii. Dnia 21 stycznia 1356 – jak opisuje Kronika Wiganda – „potężne wojsko” pod wodzą Kiejstuta, Olgierda i Patryka z Grodna najechało i złupiło komornictwo olsztyńskie (terra Allensteyn). Litwini bezskutecznie próbowali zdobyć miasto i zamek w Olsztynie. Spalili i wymordowali wówczas 17 podolsztyńskich wsi i udali się w kierunku Dobrego Miasta. Ponieważ najazdy litewskie powtarzały się często aż do końca XIV wieku, miasto było dalej umacniane, a na zamku zlokalizowano magazyny żywności.
Szybki rozwój młodego miasta skłonił kapitułę do wydania drugiego przywileju z 4 maja 1378 r. Powiększono obszar Olsztyna w kierunku wschodnim (o „nowe miasto”) i nadano dodatkowy „las miejski” nad jezioro Kielarskim z leśniczówką Binduga (niem Wienduga). Wówczas powstała najstarsza Brama Górna, której pozostałości odsłonili archeolodzy. Olsztyn stał się wówczas trzecim – po Braniewie i Ornecie – największym miastem na Warmii.
Władzę zwierzchnią nad miastem i nad całym komornictwem sprawowała bezpośrednio kapituła warmińska we Fromborku. Siostrzanym miastem Olsztyna w północnej Warmii był Melzak (dziś Pieniężno), który również należał do kapituły. Oba miasta ze sobą współpracowały gospodarczo i wspierały się militarnie. Kapituła warmińska posiadała wyższe uprawnienia sądownicze, a władzę sprawowała poprzez swojego wójta oraz administratora dóbr, którym był jeden z kanoników.
Od swojego założenia miasto w imieniu kapituły zarządzane było przez dziedzicznego sołtysa (Jana z Łajs i jego następców), w którego gestii znajdowało się też niższe sądownictwo. Źródłem utrzymania sołtysa była wieś Różnowo i część dochodów z czynszów miejskich. Co najmniej od XV wieku istniała już rada miejska (pierwsza wzmianka pochodzi z 1404 roku), jednak nie miała ona pełnej samodzielności.
Na początku roku 1500 rada miejska Olsztyna wykupiła dziedziczny urząd sołtysa i od tamtej pory mogła wybierać burmistrza. Dnia 22 lutego 1500 roku administrator kapitulny zatwierdził na to stanowisko Piotra Rotenburga. Rada uzyskała też wówczas niższe prawa sądownicze. W związku usamorządowieniem miasta krótko po roku 1500 na Rynku, na miejscu ław i bud handlowych, wybudowano późnogotycki ratusz miejski. Być może wówczas powstał stojący naprzeciw ratusza Dom Burmistrza (Rynek nr 11) z gotyckimi ostrołukami, wspomniany już w roku 1507. Był to pierwszy murowany dom mieszkalny w mieście, a może i w całych Prusach.
Miasto posługiwało się dwoma pieczęciami: mniejszą, która była tożsama z pieczęcią komornictwa olsztyńskiego i zawierała herb kapituły – półkrzyż i bramę z trzema wieżami – oraz większą, która zawierała postać św. Jakuba patrona kościoła parafialnego.
Duży obszar komornictwa, sąsiedztwo kilkunastu wsi czynszowych, dobre położenie na szlaku handlowym oraz zapewnienie bezpieczeństwa przyczyniły się do szybkiego rozwoju gospodarczego Olsztyna. Miasto i zamek połączono murami i otoczono szeroką fosą, połączoną z rzeką. Wyznaczono rynek oraz podzielono miasto na kwartały i parcele. Obywatele Olsztyna mogli korzystać z dwóch lasów miejskich, przywileju połowu ryb w jeziorach i młynów nad rzeką Łyną. Kapituła dbała również o spławność rzeki.
W 1521 roku rada miasta założyła Wieś Miejską (Bürgerdorf, dzisiejsze Ostrzeszewo), drugą po Sędytach wieś należącą do Olsztyna.
W drugiej połowie XIV wieku (lata 1370–1380) wzniesiono kościół pod wezwaniem św. Jakuba Apostoła, który jest przykładem gotyku ceglanego (ostatecznie ukończono go w 1569 przez dobudowanie wieży).
Do dziś przetrwała wytyczona w XIV wieku sieć ulic i część murów obronnych, a wiele istniejących dziś na obszarze Starego Miasta domów wspiera się o średniowieczne fundamenty. Aż do połowy XIX wieku teren Olsztyna nie wychodził poza obszar wyznaczony w XIV wieku.

## Wojny polsko-krzyżackie

Chorągiew Olsztyna (kapituły warmińskiej), zdobyta 15 lipca 1410 roku pod Grunwaldem.

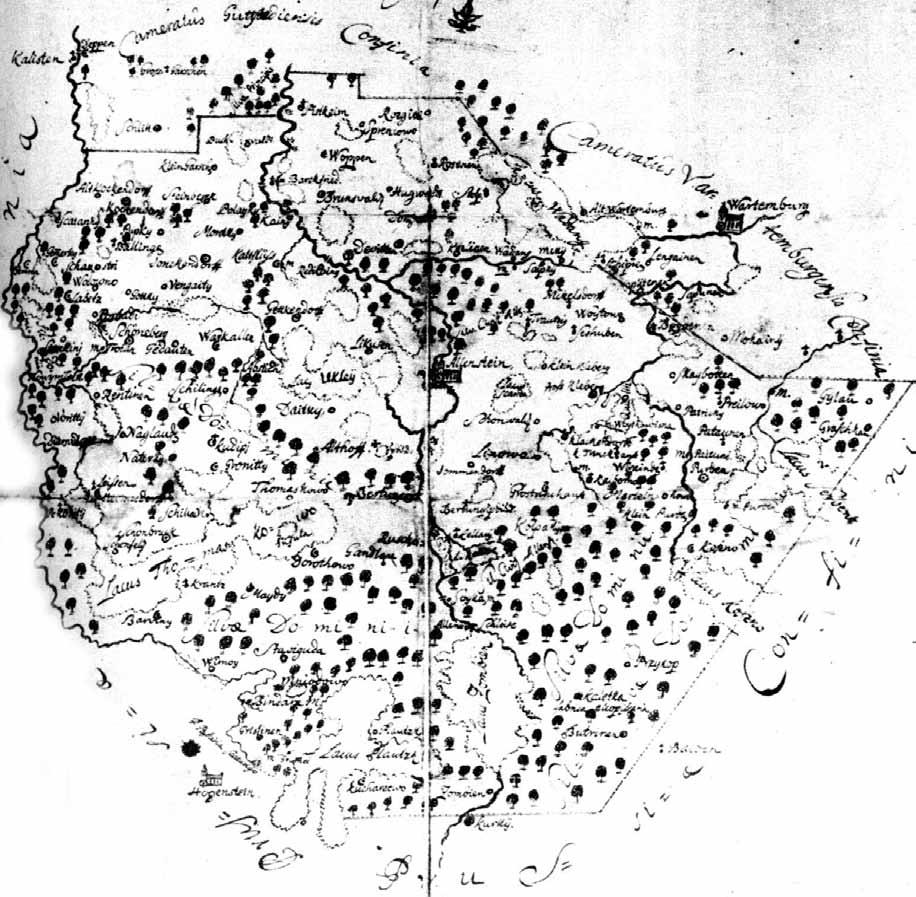
Mapa komornictwa olsztyńskiego (poł. XVII w.)

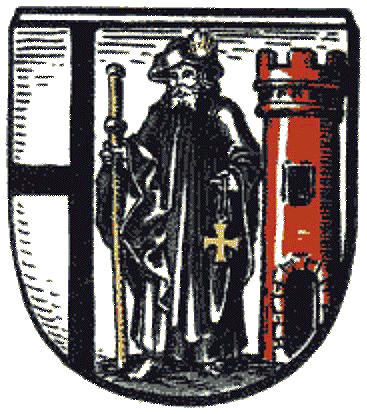
Używany do 1939 roku herb Olsztyna łączący w sobie postać świętego Jakuba (godło rady miejskiej) oraz herb kapituły warmińskiej (godło zamku olsztyńskiego) rys. Otto Hupp

W czasach przynależności Warmii do państwa zakonu krzyżackiego, była ona wbudowana w krzyżacki system obronny. Zakon krzyżacki zobowiązany był zapewniać mieszkańcom Warmii bezpieczeństwo, a biskup i kapituła ponosili część odpowiedzialności w przypadku prowadzonych przez Zakon wojen obronnych w Prusach, utrzymując zamki i zapewniając zbrojnych ze swojego terytorium.

### Wielka wojna (1409-1411)
W czasie wielkiej wojny polsko-krzyżackiej w 1410 roku Olsztyn wystawił chorągiew (wraz z Pieniężnem, była więc to chorągiew całej kapituły warmińskiej). Walczyła ona po stronie krzyżackiej w bitwie pod Grunwaldem jako jedna z trzech chorągwi warmińskich. Zdobytą wówczas czarno-biało-czerwoną banderę olsztyńską przedstawił z opisem Jan Długosz w dziele Banderia Prutenorum. Liczącą ok. 200-500 zbrojnych chorągiew stanowili głównie ziemianie z majątków rycerskich, w tym sołtys olsztyński (lub jego synowie) i tzw. wolni, być może też reprezentacja mieszczan i oddział najemników. Na czele chorągwi stał wójt kapituły.
Krótko po klęsce grunwaldzkiej, 18 lipca, gdy król Władysław Jagiełło i główne siły polsko-litewskie znajdowały się w Olsztynku, część oddziałów dotarła do Olsztyna. Mieszczanie i kapituła poddali miasto. Kilka dni później, jak podaje Kronika konfliktu, "w sam dzień Marii Magdaleny [22 lipca] poddał się królowi bardzo zacny zamek, mianowicie Olsztyn". Przebywający wówczas w Morągu król Jagiełło przekazał zamek księciu mazowieckiemu Januszowi I, który obsadził go polską załogą.
W czasie oblężenia Malborka, biskup warmiński Henryk Vogelsang 27 lipca złożył hołd królowi Władysławowi Jagielle w imieniu swoim i kapituły, oddając Warmię pod władzę króla polskiego. Po odstąpieniu Polaków spod Malborka miasta i zamki wracały pod władzę zakonu. Polska załoga opuściła zamek olsztyński pod koniec września.
Kończący wojnę pokój toruński z 1411 roku zwracał Zakonowi zdobyte w Prusach ziemie, miasta i zamki oraz zwalniał jego poddanych ze złożonej w czasie wojny przysięgi na wierność królowi polskiemu. Biskup warmiński, kapituła i stany pruskie – w tym miasta – porozumiały się z nowym wielkim mistrzem i uzyskały gwarancje bezpieczeństwa oraz dodatkowe swobody w obrębie państwa krzyżackiego.

### Wojna głodowa (1414)
W sierpniu 1414 roku, w trakcie kolejnej tzw. wojny głodowej, Olsztyn znalazł się na trasie przemarszu wielkiej 40-tysięcznej armii polsko-litewskiej. Jak pisał Jan Długosz, "chociaż zamek stawiał jakiś czas opór królowi, to jednak dzięki potędze wojska został zdobyty, a miasto oddano na łup wojsku". Według źródeł krzyżackich, zamek został wydany dzięki zdradzie jednego z rycerzy, niejakiego Filipa (prawdopodobnie chodzi o Filipa von Wildenau). Miasto zostało 8 sierpnia doszczętnie spalone przez oddziały polsko-litewskie, podobnie jak wszystkie podolsztyńskie wsie, gospodarstwa, majątki i młyny oraz dwa kościoły parafialne. Pozostałe kościoły zostały splądrowane. Śmierć poniosło 535 osób w komornictwie olsztyńskim. Z tego okresu pochodzą znaleziska archeologiczne, min. odkryty w 1951 r. przy Rynku skarb ponad 600 monet krzyżackich oraz 23 monety znalezione przy ul. Lelewela w 2006 r.
Główne siły Jagiełły i Witolda przez pięć dni stacjonowały pod Olsztynem, prawdopodobnie koło Dorotowa, korzystając z młynów na Łynie, by uzupełnić żywność. Zamek został powierzony pod zarząd rycerzowi Dziersławowi z Włostowic, a armia powędrowała na północ, plądrując i niszcząc miasta i wsie warmińskie. Na Warmii zginęło wówczas niemal 1400 osób. Straty komornictwa olsztyńskiego oszacowano na kwotę 90.625 marek, a straty całej Warmii na 5,5 miliona marek. Zamek olsztyński został odbity we wrześniu przez oddział krzyżacki pod dowództwem komtura pokarmińskiego Helfricha von Drahe. W końcu głód i choroby oraz rozpoczęcie soboru w Konstancji skłoniły Jagiełłę w październiku do wycofania się z Prus.
Konflikty z lat 1409-1422 zakończył dopiero pokój mełneński, który wyznaczył na setki lat granice polsko-litewsko-krzyżackie, a także zapewniał podmiotowość stanom pruskim.

### Wojna trzynastoletnia (1454–1466)
5 maja 1440 roku Olsztyn za zgodą kapituły przystąpił do Związku Pruskiego – konfederacji stanów (szlachty i miast) pruskich, którego działalność z czasem skierowała się przeciw zakonowi krzyżackiemu. Po wybuchu antykrzyżackiego powstania i rozpoczęciu wojny trzynastoletniej mieszczanie olsztyńscy pod wodzą warmińskiego rycerza Baltazara ze Skajbot (Balthasar Skayboth) w lutym 1454 roku zmusili administratora dóbr kapituły do przekazania zamku przedstawicielom Związku. Jednak po klęsce wojsk polskich pod Chojnicami Krzyżacy zażądali od Baltazara i kapituły oddania zamku. W lipcu następnego roku miasto znalazło się rękach zaciężnych krzyżackich pod dowództwem Jerzego von Schliebena, który w grudniu też opanował zamek. W 1459 roku miasto uległo pożarowi. W styczniu 1561 roku Schlieben zwrócił kapitule władzę nad zamkiem i miastem, jednak wcześniej splądrował miasto i pozostawił w nim oddział krzyżacki. W 1463 roku miasto zajęły polskie oddziały, które jednak nie zdobyły zamku. Miasto ponownie zostało spalone. Jednak już 4 listopada 1464 roku biskup warmiński Paweł Legendorf poddał Warmię królowi Kazimierzowi Jagiellończykowi, a w 1466 roku wypowiedział wojnę zakonowi.
Na mocy traktatu pokojowego zawartego w 19 października 1466 w Toruniu, Warmia przeszła pod zwierzchnictwo Polski. Aż do roku 1772 Olsztyn znajdował się wraz z całą Warmią się w granicach Prus Królewskich Korony Królestwa Polskiego. Nadal jednak był pod władzą zwierzchnią kapituły warmińskiej i obowiązywało w nim prawo chełmińskie.

## W granicach polskich Prus Królewskich

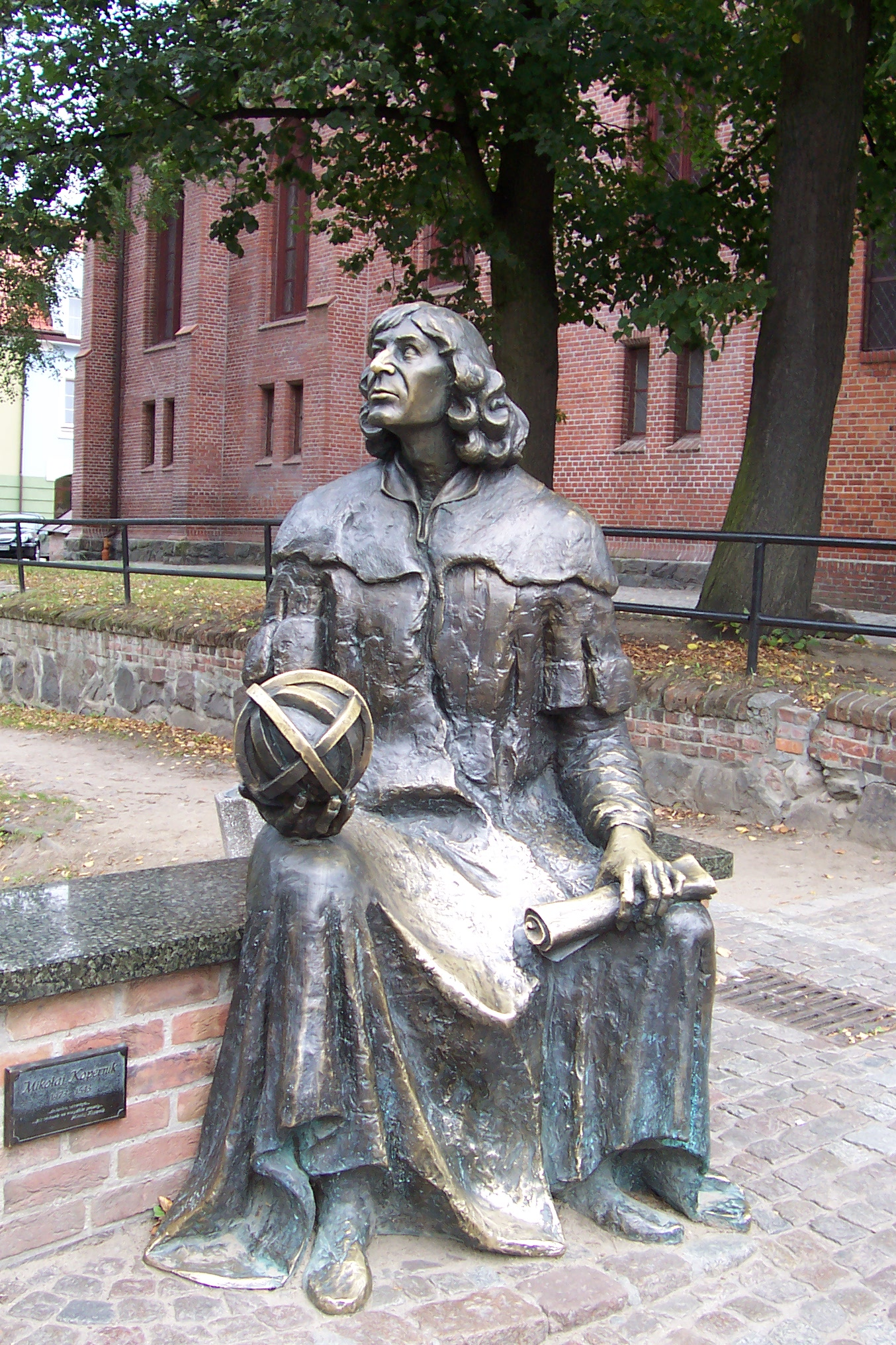
Pomnik Mikołaja Kopernika, kanonika kapituły warmińskiej, administratora dóbr kapituły w Olsztynie i okolicach

Wraz z końcem wojny trzynastoletniej nastąpił dla miasta okres spokoju i prosperity. Następna tzw. wojna popia dokonała na Warmii zniszczeń, lecz ominęła sam Olsztyn. Polskie oddziały Jana Białego starły się latem 1478 z oddziałami krzyżackimi pod Starym Dworem (dziś część osiedla Kortowo) i zniszczyły okoliczne wsie, jednak nie oblegały miasta ani zamku.
Miasto odbudowało się po zniszczeniach. Pod koniec XV i na początku XVI wieku mieszczanie olsztyńscy zastąpili nadwerężone kamienne obwarowania miejskie ceglanymi murami obronnymi znacznie je podwyższając i łącząc je z murami zamku. Wówczas zbudowano też obecną Wysoką Bramę oraz prawdopodobnie Stary Ratusz i Dom Burmistrza.
Ostatnia wojna polsko-krzyżacka (1519–1521) również spustoszyła Warmię, lecz miasto i zamek dzięki wcześniejszej przebudowie fortyfikacji pozostały bezpieczne. Ówczesnym administratorem dóbr kapituły warmińskiej był kanonik fromborski – Mikołaj Kopernik. W roku 1521 kierował on olsztyńskim zamkiem przed spodziewanym atakiem wojsk krzyżackich Albrechta Hohenzollerna. Atak na zamek jednak nie nastąpił, jedynie niewielki oddział krzyżacki z Dobrego Miasta bezskutecznie próbował pokonać mur miejski.
Ponadto Kopernik podjął akcję zasiedlania spustoszonych przez wojny wsi komornictwa olsztyńskiego. Pozostałością po tej akcji jest rękopis Kopernika Lokacje łanów opuszczonych, z którego wynika, że część sprowadzonych kolonistów nosiła polskie imiona (według szacunków około 40% z wymienionych). Prawdopodobnie byli to zaproszeni przez niego Mazowszanie (Mazurzy) lub potomkowie Polaków żyjących już wcześniej Prusach sprowadzeni w ramach kolonizacji wewnętrznej. Dali oni początek polskiemu charakterowi południowej Warmii i późniejszym Warmiakom.
Na olsztyńskim zamku, gdzie znajdowało się mieszkanie administratora, Mikołaj Kopernik prowadził również obserwacje astronomiczne, czego pozostałością jest fragment oryginalnej tablicy astronomicznej Kopernika, którą można obejrzeć w zamkowym krużganku.
Kolejny wiek to rozkwit miasta, korzystnie położonego na ruchliwym szlaku Królewiec – Warszawa. Mieszkańcy utrzymywali się z handlu i rzemiosła. Pośredniczyli też w wymianie handlowej między Polską a portami Bałtyku. Rozwój został powstrzymany przez wojny północne w XVII i XVIII wieku, a wielka epidemia dżumy lat 1709–1712 wyludniła miasteczko niemal całkowicie. Wtedy też przestała istnieć wieś miejska Sędyty, położona przy ujściu rzeki Wadąg do Łyny. Dzięki wsparciu kapituły Olsztyn w ciągu XVIII wieku zdołał poprawić swe położenie.

## W państwie pruskim

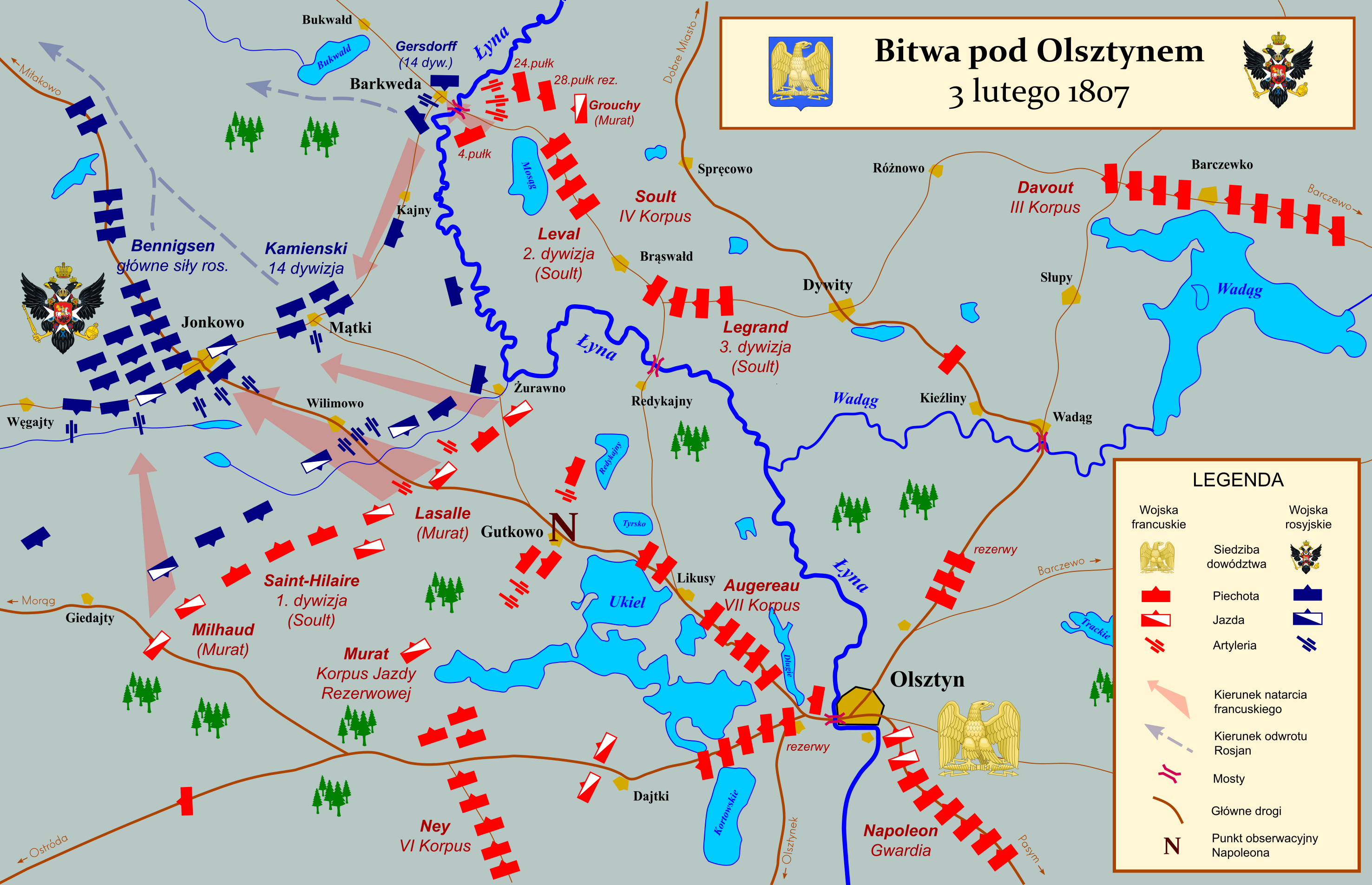
Plan bitwy pod Olsztynem między Francuzami a Rosjanami dnia 3 lutego 1807 r.

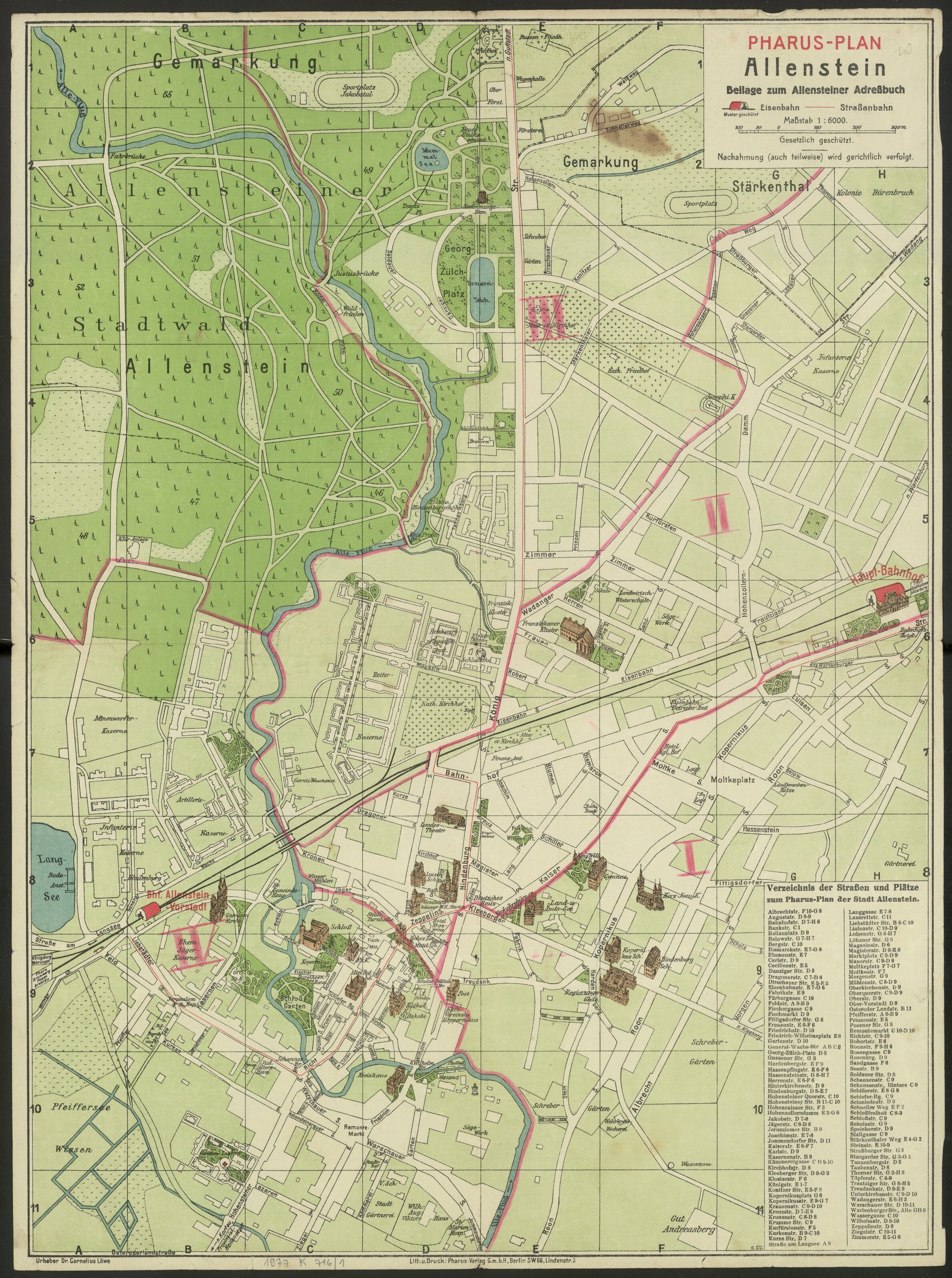
Ilustrowany plan Olsztyna z 1925 roku

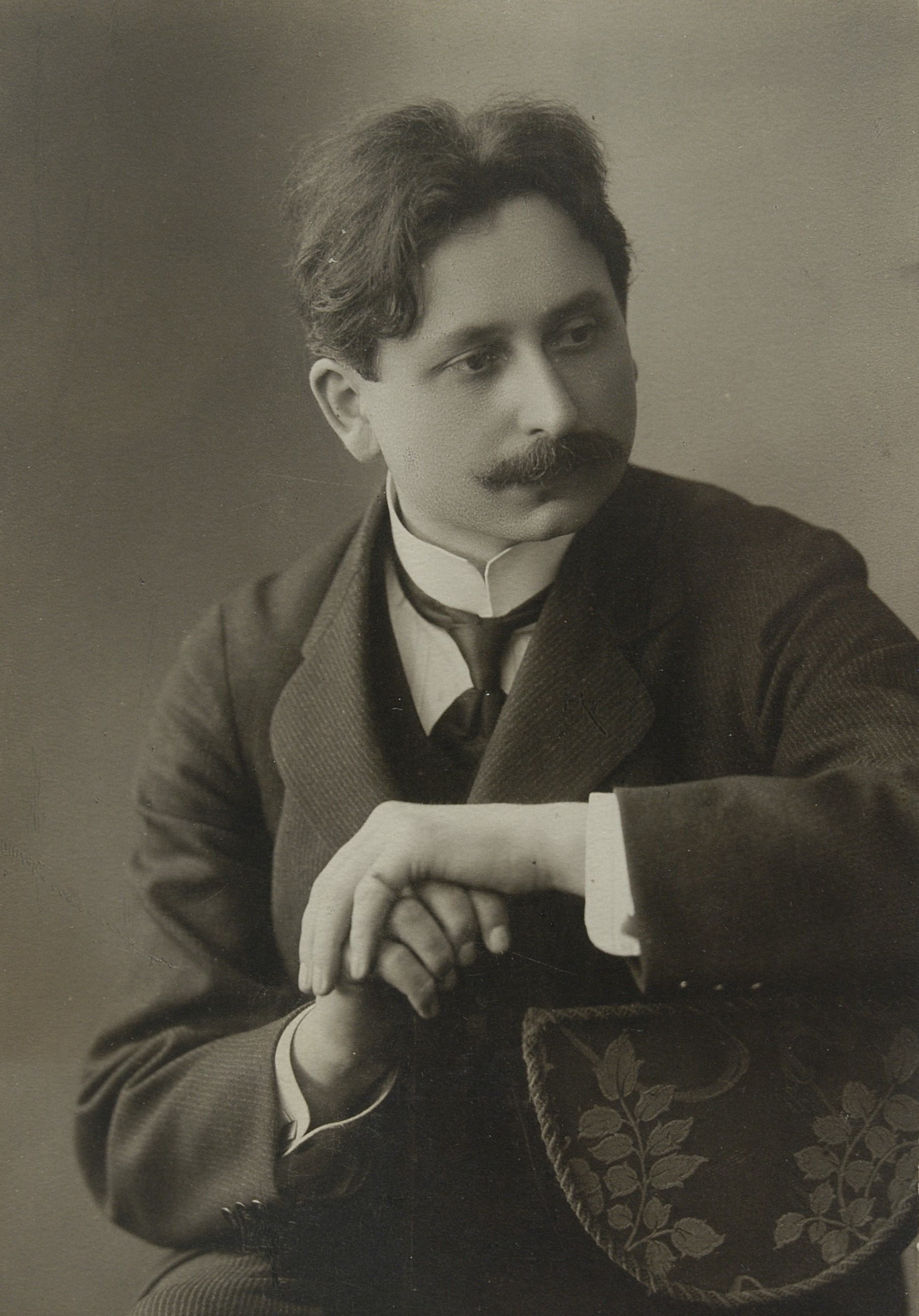
Feliks Nowowiejski, kompozytor i muzyk, mieszkaniec Olsztyna w latach 1893–1900, twórca melodii Roty

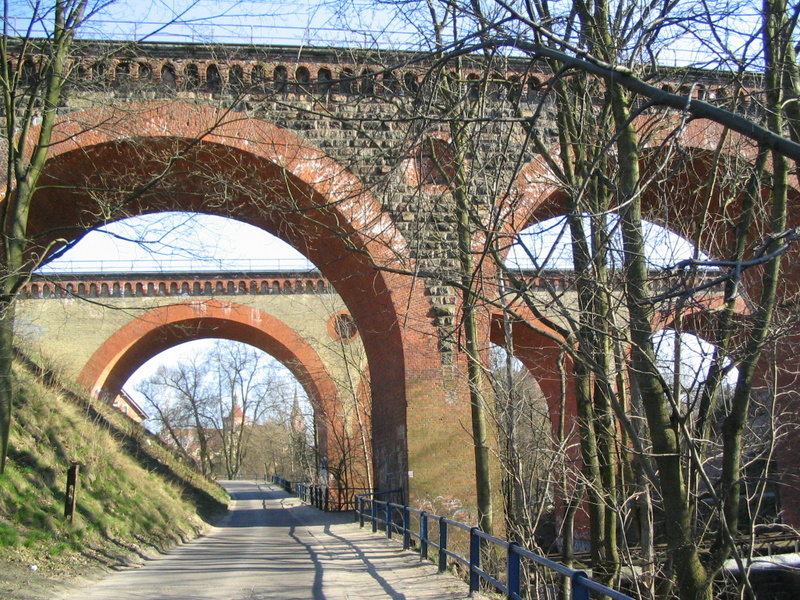
Wiadukty kolejowe (XIX w.)

W roku 1772 podczas I rozbioru Polski Warmia została wcielona do Królestwa Prus. Nastąpiła jej sekularyzacja i likwidacja jako organizmu państwowego. Dobra kapituły warmińskiej zostały zsekularyzowane, więc również miasto Olsztyn i zamek olsztyński stały się własnością króla pruskiego.
W czasie wojen napoleońskich Olsztyn odegrał znaczną rolę leżąc na linii przemarszu wojsk. Po słynnej bitwie pod Jeną w 1806 roku pokonane Królestwo Prus znalazło się pod panowaniem Napoleona. Francuzi wyzwolili ziemie polskie zaboru pruskiego i już 1 stycznia 1807 wkroczyli do Olsztyna. Francuski generał Gaspard Gardanne zamieszkał na Zamku, podobnie jak przybyły 19 stycznia marszałek Michel Ney, jeden z najwybitniejszych wodzów napoleońskich. Na terenie Prus Wschodnich manewrowała jednak jeszcze wielka armia rosyjska i wierne jej oddziały pruskie. Na początku lutego w okolicach Olsztyna skoncentrowały się duże siły francuskie, które tutaj zamierzały powstrzymać wycofujących się Rosjan. Dnia 3 lutego 1807 roku miało miejsce starcie obu wojsk znane jako bitwa pod Olsztynem (również jako bitwa pod Jonkowem lub pod Barkwedą). W związku z tymi działaniami 3 lutego do Olsztyna pośpiesznie przybył z Warszawy sam Napoleon Bonaparte, który na olsztyńskim Rynku przyjął odprawę wojska i przyjął meldunki, a następnie spożył posiłek na Zamku, gdzie wypytywał księdza i historyka Gerarda Gleya o ślady po Mikołaju Koperniku. Następnie po południu obserwował działania swoich żołnierzy z zachowanej do dziś drewnianej wieży kościoła w Gutkowie. Napoleon zamierzał stoczyć pod Olsztynem decydującą bitwę z Rosjanami. Mimo jednak ucieczki Rosjan, Francuzi wygrali bitwę i kosztem ciężkich walk zdobyli nienaruszone strategiczne mosty na Łynie, m.in. w Barkwedzie, dzięki czemu mogli doścignąć Rosjan i wydać im walną bitwę pod Pruską Iławą kilka dni później.
Rządy francuskie w Prusach przyniosły też zmiany prawne i społeczne. Na mocy traktatu w Tylży Prusy częściowo wprowadziły Kodeks Napoleona, co obejmowało też dalszą sekularyzację dóbr kościelnych. Kodeks zakładał też wolność dla osób różnych wyznań. W tym czasie powstała pierwsza w Olsztynie gmina żydowska, która spotykała się w sali przy ul. Staromiejskiej. Efektem tych zmian było również utworzenie w Prusach samorządu terytorialnego, dzięki czemu w 1818 roku powstał powiat olsztyński.
Po 1818 zabudowa miejska opuściła mury Starego Miasta. Druga połowa XIX wieku to dynamiczny rozwój pod rządami burmistrza Roberta Zakrzewskiego (Sakrzewskiego), a następnie Oskara Beliana. W 1867 – powstał nowoczesny jak na owe czasy szpital, w latach 1872–1873 przeprowadzono przez Olsztyn magistralę kolejową, łączącą Toruń z Królewcem, w 1877 powstało gimnazjum (obecnie w jego budynku mieści się I Liceum Ogólnokształcące). Liczba mieszkańców w tym okresie wzrosła z 4 tys. w 1846, poprzez 6 tys. w 1875 do 25 tys. w 1895. W 1900 przeszło 35% mieszkańców Olsztyna stanowili Polacy. W tym samym okresie Olsztyn stał się jednym z ośrodków polskiego ruchu narodowego na Warmii. W kwietniu 1886 ukazał się pierwszy numer „Gazety Olsztyńskiej”, polskiego pisma wydawanego bez przerwy do 1939 roku przez rodziny Liszewskich i Pieniężnych. W 1891 powstało Polsko-Katolickie Towarzystwo Ludowe „Zgoda”. Dzięki pomocy działaczy z Wielkopolski i Pomorza polscy Warmiacy w wyborach do sejmu pruskiego zaczęli wysuwać swoich kandydatów.

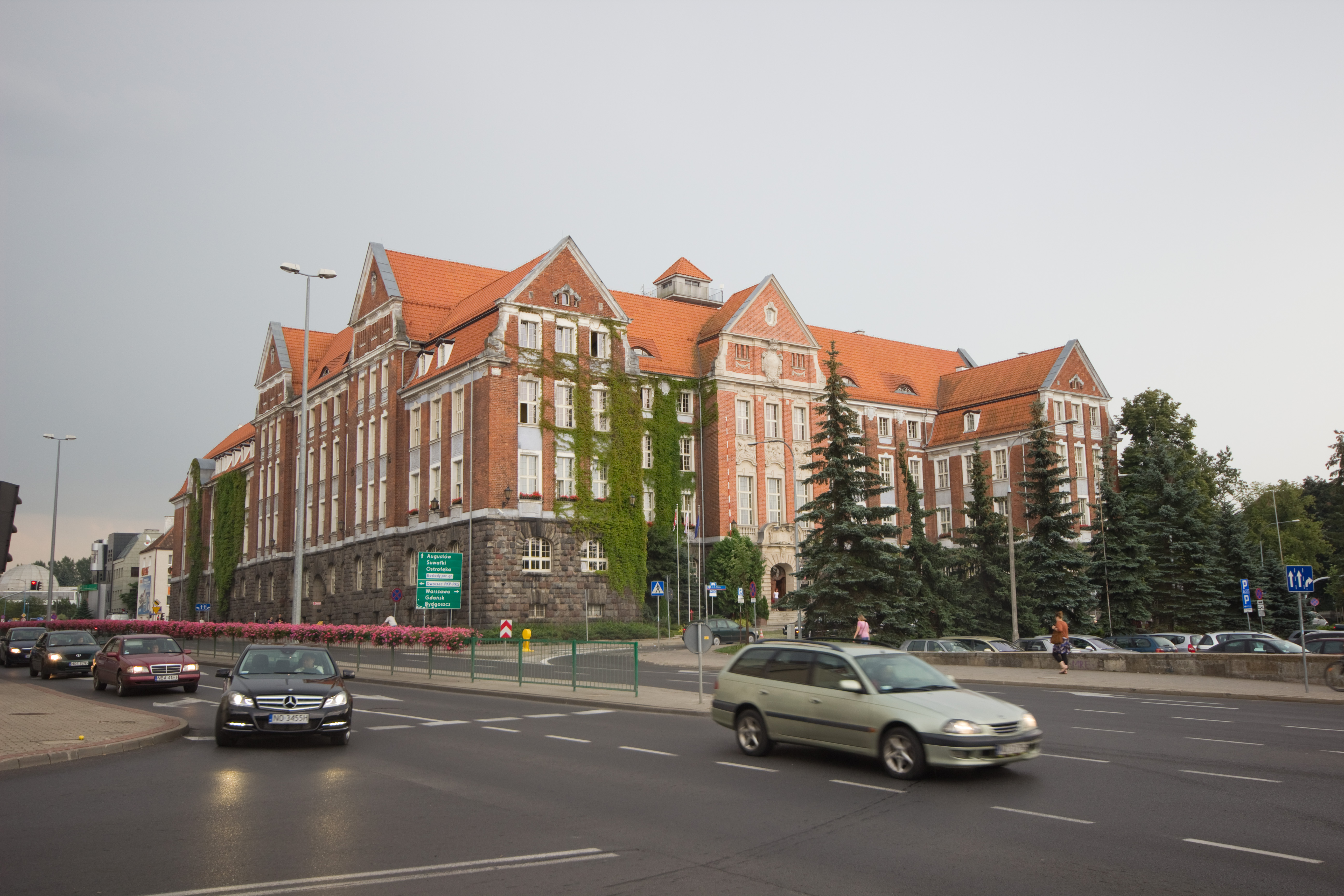
Budynek Rejencji,
obecnie Urząd Marszałkowski oraz Wojewódzki Sąd Administracyjny

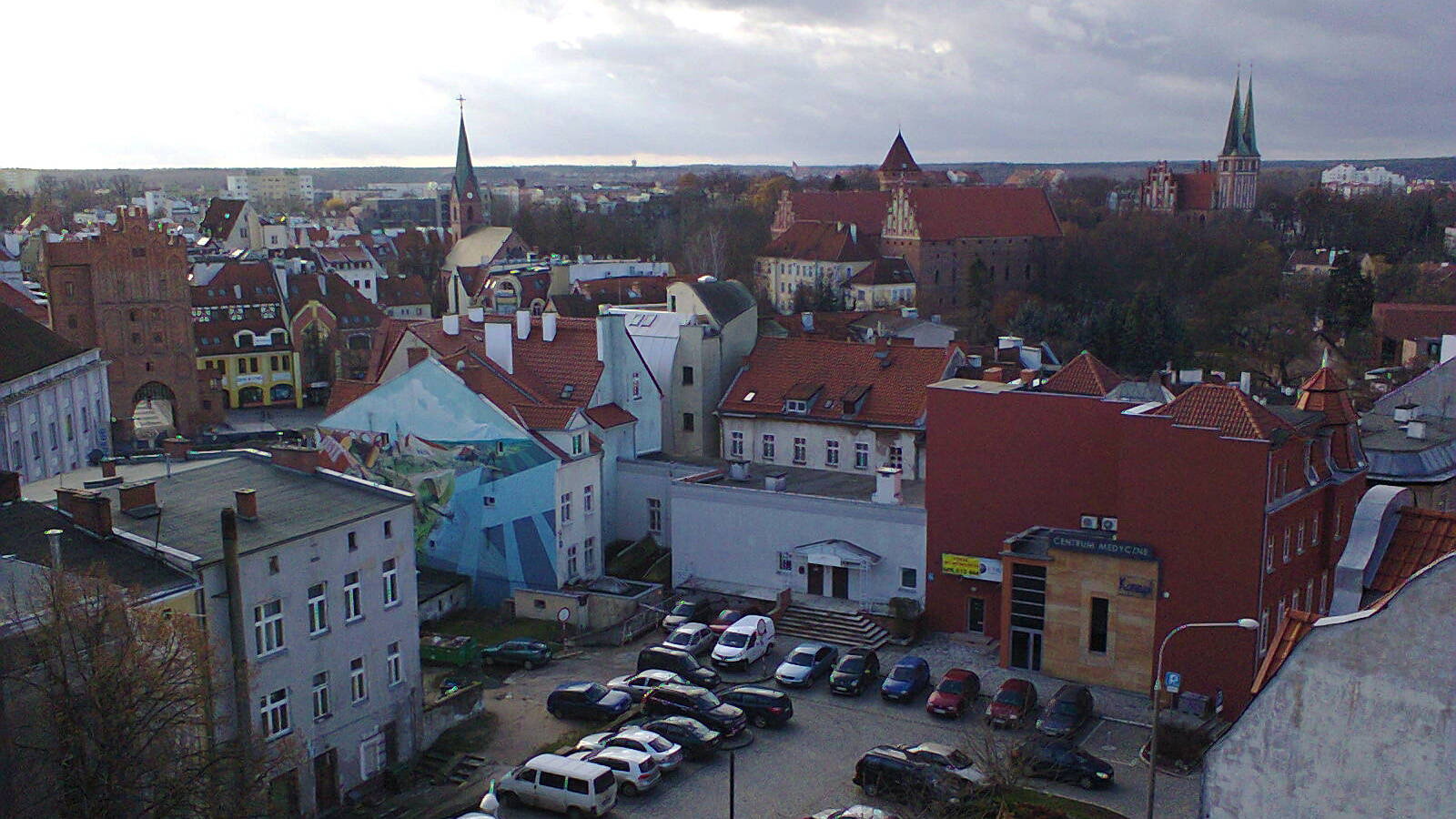
Widok Olsztyna z Nowego Ratusza w kierunku południowo-zachodnim

Pod koniec XIX wieku do Olsztyna doprowadzono kolej. Miasto zaczęło rozwijać się w kierunku dworca, położonego wówczas na obrzeżach. W ostatnich latach XIX i na początku XX wieku wzniesiono nowe gmachy publiczne, między innymi nowy ratusz w stylu holenderskiego renesansu, neogotycki kościół Najświętszego Serca Pana Jezusa i neoromański św. Józefa, siedzibę rejencji i gimnazjum męskie, zbudowano też nowoczesne dzielnice mieszkaniowe. W 1890 położono instalację gazową, a w 1892 zadzwonił pierwszy telefon, sześć lat później doszedł nowoczesny wodociąg i kanalizacja, a w 1907 – elektryczność. Na ulicach pojawiły się tramwaje, a niewiele później otwarto lotnisko.

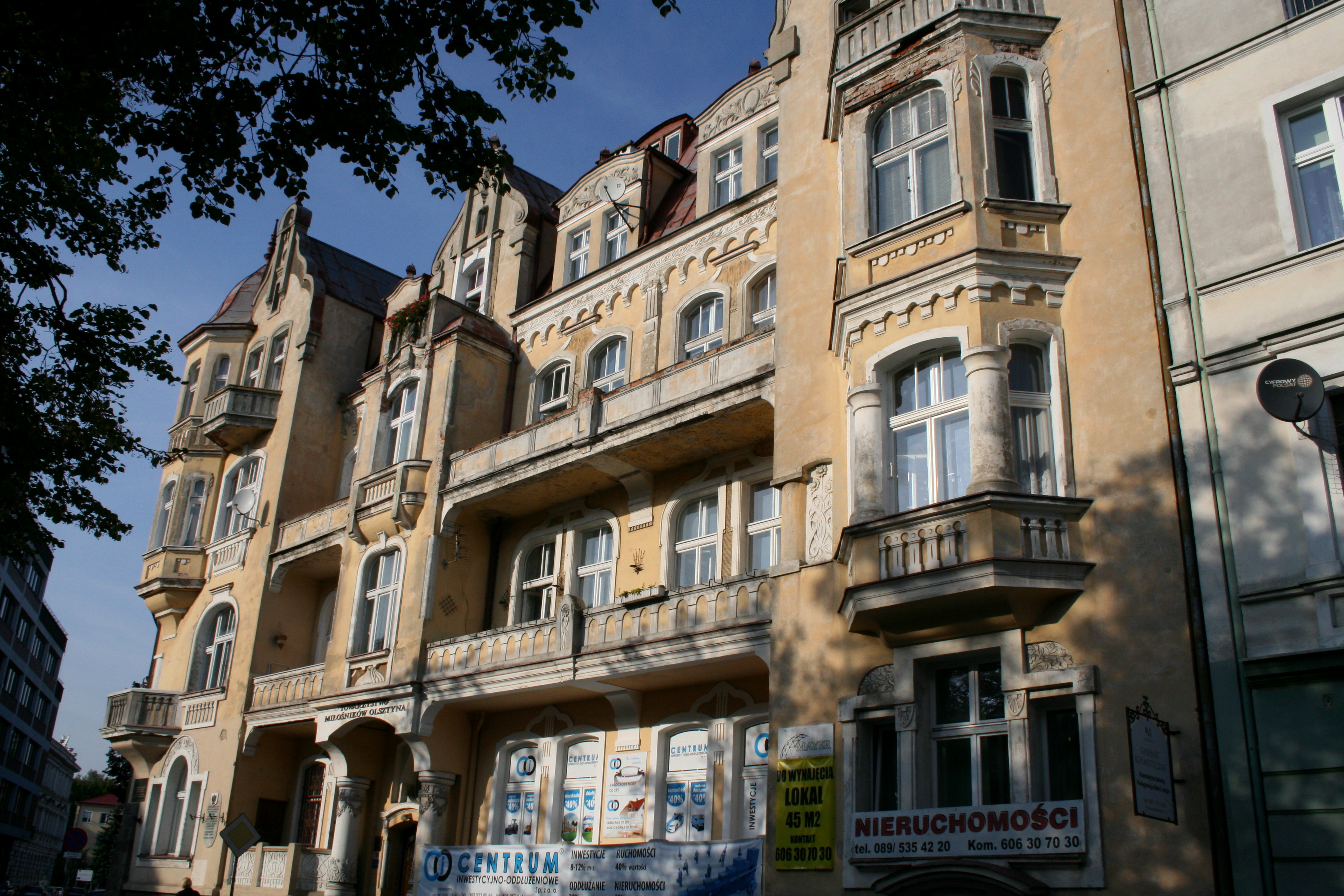
Budynek dawnego Konsulatu Rzeczypospolitej Polskiej (plac Konsulatu Polskiego 5)

W latach 1893–1900 w Olsztynie mieszkał kompozytor Feliks Nowowiejski, późniejszy twórca melodii Roty do słów Marii Konopnickiej („Nie rzucim ziemi skąd nasz ród”). Młody Nowowiejski pracował wtedy w 2. pułku grenadierów jako muzyk waltornista i wiolonczelista. Skomponował wówczas szereg utworów, w tym marsz wojskowy Pod sztandarem pokoju, który przyniósł mu uznanie i otworzył drzwi do międzynarodowej kariery. Nowowiejski był również czasowo organistą w kościele parafialnym św. Jakuba. W Olsztynie mieszkał przy obecnej ulicy Pieniężnego 18, co upamiętnia tablica pamiątkowa.
W 1914 miasto zostało na krótko zajęte przez wojska rosyjskie, które wycofały się z miasta po klęsce w bitwie pod Tannenbergiem. Po I wojnie światowej o przyszłej przynależności państwowej południowej części Prus Wschodnich zadecydował plebiscyt z 11 lipca 1920. 97,8% głosujących w Olsztynie opowiedziało się za pozostaniem miasta przy Niemczech. 1 stycznia 1923 ukonstytuowała się w Olsztynie 4. dzielnica Związku Polaków w Niemczech. Reprezentowała interesy Polaków z Warmii, Mazur i Powiśla. W latach 1921–1932 na skutek ruchu budowlanego, obszar zwartej zabudowy w Olsztynie wydatnie się rozszerzył. W owych latach zabudowę chaotyczną i nieuporządkowaną poddano znacznym zmianom zgodnie z założeniami urbanistycznymi ustalanymi w pracowniach architektów miejskich. Ruch budowlany wzrósł gwałtownie po 1933. Budowano wtedy tak dużo, że liczby oddawanych corocznie do użytku mieszkań stanowiły rekord w dotychczasowych dziejach Olsztyna. W tym czasie zostały zabudowane ulice w centrum i na Zatorzu m.in.: obecne ulice Kościuszki, Wojska Polskiego, Okrzei, Wyspiańskiego, Głowackiego, czy Emilii Plater. W latach 30. realizowano w Olsztynie koncepcję miasta ogrodu, dlatego wokół miasta powstał krąg osiedli powiązanych ze śródmieściem terenami zielonymi. W 1939 mieszkało w nim ponad 50 tys. osób.

## Powrót do Polski i współczesność

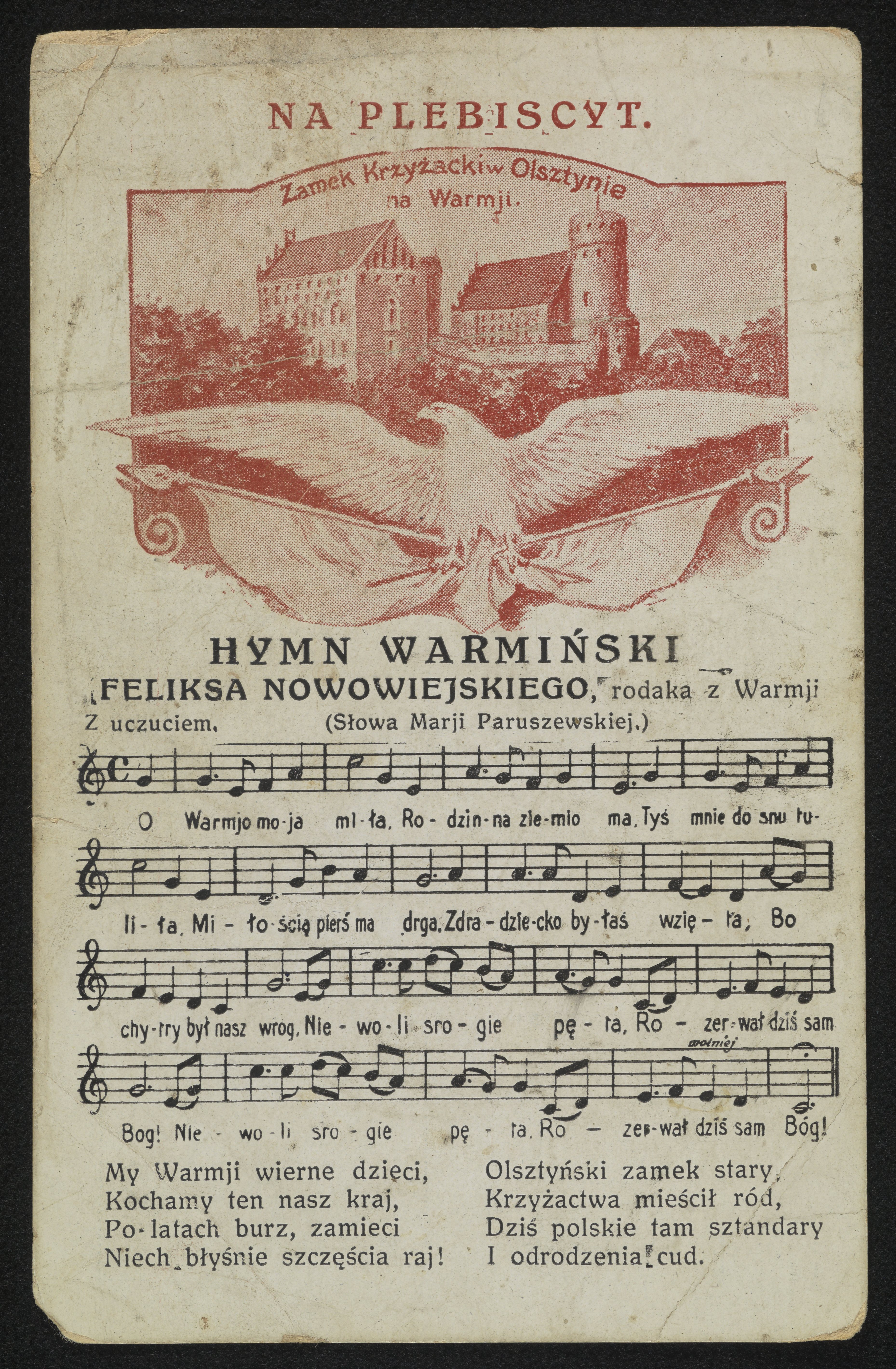
O Warmio moja miła, muz. Feliks Nowowiejski, sł. Maria Paruszewska, oficjalny hymn Olsztyna (pocztówka z 1920 roku).

22 stycznia 1945 Olsztyn zajęła Armia Czerwona. Zajęcie umocnionego miasta było efektem improwizowanej akcji kawaleryjskiego korpusu dowodzonego przez generała Nikołaja Oslikowskiego działającego z rozkazu dowódcy 2 Frontu Białoruskiego marszałka Konstantego Rokossowskiego. Korpus przemierzył 60 kilometrów lasami w zimową zadymkę by całkowicie zaskoczyć oddziały niemieckie, które poddały się bez większych walk. Po kilku dniach stacjonowania żołnierze radzieccy podpalili miasto – zniszczeniu uległo ok. 40% zabudowy.
21 marca 1945 o godz. 12:00 Jakub Prawin jako Pełnomocnik Rządu na Okręg Warmińsko-Mazurski przejął administrację Warmii i Mazur. Pozostała w Olsztynie ludność niemieckojęzyczna uległa wysiedleniu, na jej miejsce stopniowo napływali m.in. polscy osadnicy. W 1946 miasto liczyło 23 tys. mieszkańców, a w 1950 – 45 tys. Po 1945 Olsztyn jako stolica województwa znacznie się rozwinął. Przeniesiona została do niego z Fromborka siedziba kurii biskupiej (diecezjalnej, a od 1992 archidiecezjalnej). Zlokalizowano zakłady przemysłu gumowego – Olsztyńskie Zakłady Opon Samochodowych (1967), spożywczego, drzewnego, maszynowego, materiałów budowlanych i inne. Pod koniec lat 60. Olsztyn osiągnął 70 tys. mieszkańców. W tym czasie miasto dysponowało podobną liczbą zabudowy, co przed wojną. Na początku lat 70. ludność miasta przekracza liczbę 100 tys. mieszkańców. Szybko postępujący rozwój miasta, stworzył szereg problemów natury gospodarczej i technicznej. Nowe osiedla Olsztyna powstały na wschód i południowy wschód od dawnej, przedwojennej granicy zwartej zabudowy miasta. Spowodowane to było głównie tym, że miasto od północy ogranicza zwarty kompleks lasów, a stronę zachodnią zamykają trzy jeziora: Krzywe, Długie i Kortowskie. Komunikacja utrzymująca łączność centrum z peryferyjnymi dzielnicami absolutnie nie wystarczała. W 1965 zlikwidowano tramwaje, a sześć lat później również trolejbusy, wprowadzając w całym mieście jednolitą komunikację autobusową. 27 maja 1971 roku I sekretarz KC PZPR składa, razem z Mieczysławem Moczarem, wizytę w Olsztyńskich Zakładach Gumowych. Przełom w życiu politycznym oznaczało powstanie NSZZ „Solidarność”. W 1980 roku w mieście wybuchła tzw. „sprawa Wojnowskiego” – był on sekretarzem miejskim PZPR. Miejscowa „Solidarność” zarzuciła mu malwersacje przy budowie domu letniskowego w Pluskach. W jego obronie stanął dziennikarz Tadeusz Samitowski, który wyemitował reportaż broniący Wojnowskiego, w którym m.in. zestawił skromny dom Wojnowskiego z dużo bogatszym domem przywódcy miejskiej „Solidarności”. Sprawa zakończyła się odejściem z funkcji zarówno Wojnowskiego, jak i dziennikarza. W okresie stanu wojennego w mieście czynnie działała opozycja.
Po 1989 odtworzony został samorząd terytorialny, wybrano pierwszą demokratyczną radę i zarząd miasta. W 1990 Olsztyn przekroczył 163 tys. mieszkańców. W 1999 z połączenia trzech szkół wyższych powstał Uniwersytet Warmińsko-Mazurski. Obecnie widoczny jest dalszy rozwój miasta – szybka rozbudowa południowych osiedli mieszkaniowych (Jaroty, Pieczewo, Generałów) oraz dzielnicy przemysłowej (m.in. poprzez rozwój fabryki Michelin). Olsztyn jest jednym z niewielu miast posiadających dodatni współczynnik przyrostu naturalnego, jak też dodatnie saldo migracji.